# Málta
Málta (máltaiul: Malta, angolul: Malta), hivatalos nevén Máltai Köztársaság (máltaiul: Repubblica ta’ Malta, angolul: Republic of Malta) szigetország Dél-Európában, a Földközi-tengeren. Egy szigetcsoportból áll Olaszország és Líbia között. Az olasz Szicíliától  80 km-re délre, Tunéziától 284 km-re keletre, Líbiától pedig 333 km-re északra található. Hivatalos nyelvei a máltai és az angol, ezenkívül a jelenlegi máltai lakosság kétharmada ismeri az olasz nyelvet is.  
Málta körülbelül i. e. 5900 óta lakott. A Földközi-tenger közepén elhelyezkedő fekvése történelmileg nagy stratégiai fontosságot tulajdonított neki, mint haditengerészeti támaszpontnak, ahol a szigetekért megküzdő hatalmak egymás után uralták Máltát, köztük a föníciaiak, a karthágóiak, a rómaiak, a görögök, az arabok, a normannok, az aragóniaiak, a Szent János lovagok, a franciák és a britek. 
316 km2-es területén élő kb. 516 ezer lakosával Málta terület szerint a világ tizedik legkisebb országa és az ötödik legsűrűbben lakott önálló ország. Fővárosa Valletta, amely terület és népesség szerint is a legkisebb nemzeti főváros az Európai Unióban. Az Eurostat 2020-as adatai alapján a nagyvárosi terület a fő és legnagyobb sziget, Málta egészét lefedi, aminek lakossága 480 ezer fő; valamint az ENSZ, az Európai Területfejlesztési és Kohéziós Megfigyelő Hálózat és az Európai Bizottság szerint Málta teljes területe egyetlen városi régiót alkot. Máltát egyre gyakrabban városállamként emlegetik, valamint a nagyvárosokra és nagyvárosi területekre vonatkozó listákban is szerepel.  
Málta 1813-ban brit gyarmattá vált, amely hajók állomásaként és a brit földközi-tengeri flotta főhadiszállásaként szolgált. A második világháború alatt a tengelyhatalmak (Németország, Olaszország) ostrom alá vették, és a szövetségesek (Egyesült Királyság) fontos bázisa volt az észak-afrikai és a földközi-tengeri hadműveletek számára. A brit parlament 1964-ben fogadta el a Máltai Függetlenségi Törvényt, amellyel az ország Málta Államként függetlenné vált az Egyesült Királyságtól, II. Erzsébet brit királynő viszont maradt az uralkodó. Az ország 1974-ben vált köztársasággá. Függetlenné válása óta tagja a Nemzetközösségnek (főként egykori brit gyarmati területek szövetsége) és az Egyesült Nemzetek Szervezetének. 2004-ben csatlakozott az Európai Unióhoz, 2008-ban pedig az euróövezet része lett.  
Máltán az ókereszténység ideje óta élnek keresztények, bár az arab uralom alatt túlnyomórészt iszlám vallású volt, akkoriban a keresztényeket megtűrték. A muszlim uralom Málta I. Roger szicíliai gróf által vezetett normann inváziójával ért véget 1091-ben. Ma a katolicizmus az államvallás, de Málta alkotmánya biztosítja a lelkiismereti szabadságot és a vallási istentiszteletek szabadságát. Málta gazdasága nagymértékben függ a turizmustól, így az ország mediterrán turista célpontként népszerűsíti magát Európa többi részéhez képest melegebb éghajlatával, számos területtel a kikapcsolódáshoz vagy feltöltődéshez, valamint építészeti és történelmi emlékekkel, köztük három UNESCO világörökségi helyszínnel: a Ħal Saflieni-i hipogeummal (föld alatti építmény), Vallettával és hét megalitikus (nagy kövekből épült) templommal, amelyek közül néhány a világ legrégebbi épületei között szerepel.

## Földrajz

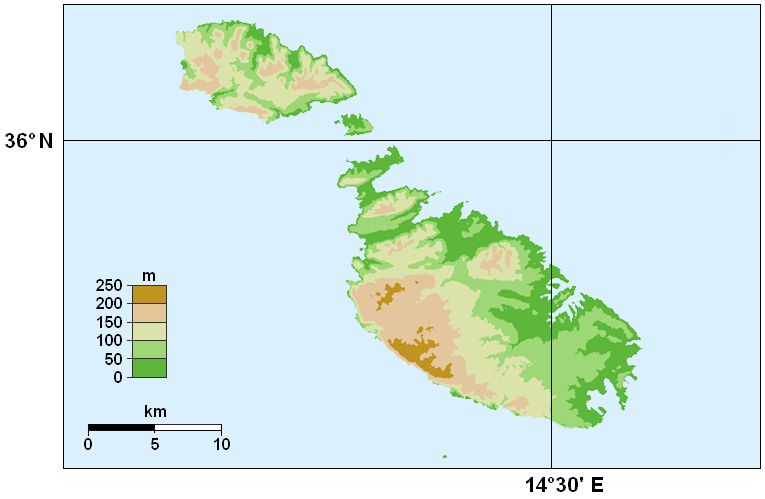
Málta domborzati térképe

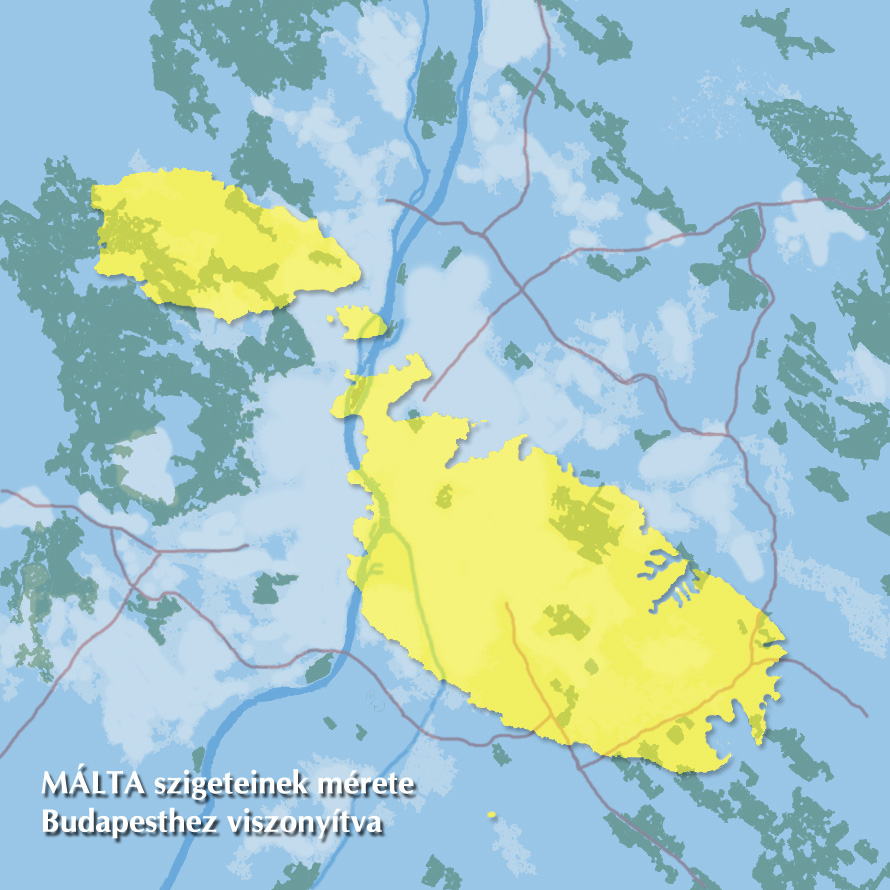
Málta szigeteinek mérete Budapesthez viszonyítva

### Domborzat
Málta a Földközi-tengerben található kis szigetcsoport, Szicíliától 81 kilométerre délre. Területe 316 km². Csak a három legnagyobb szigete, Malta, Ghawdex (Gozo) és Kemmuna (Comino) lakott. Kisebb szigetei Kemmunet (Cominotto), Filfla, Il-Gżejjer ta' San Pawl (Szent Pál-sziget), Manoel Island (Manoel-sziget) és az Il-Ġebla tal-Ġeneral (Generális-szikla, Fungus Rock). Legmagasabb pontja a Malta-szigeti Ta' Dmejrek, magassága 253 méter.

### Geológia
A szigetek réteges felépítésűek, üledékes kőzetei 40-15 millió évvel ezelőtt rakódtak le a Tethys-óceánban. Az alapot és a felszínt kemény mészkő alkotja, amely puhább kőzetek rétegeit fogja közre. A sorrend a felszíntől lefelé: korallmészkő, zöld homokkő, kék agyag, globigerinás mészkő és végül ismét korallmészkő.
A szigeteken a fő építőanyag a globigerinás mészkő, amit külszíni fejtéssel termelnek ki. Nagy előnye, hogy a levegővel érintkezve megkeményedik, így ellenáll az időjárásnak. Ritkábban korallmészkőből is építkeznek, különösen a tengerparton, mivel ez jobban bírja a vizet. Ez a Jeruzsálemi Szent János Ispotályos Lovagrend erődítéseinek fő építőköve. A zöld homokkő és a kék agyag csak vékony rétegben települ egyes területeken. A kék agyag – bár csak a dombok lábánál fordul elő – nemcsak talajképző üledékként fontos, de azért is, mert vízzáró, így a felszínre vezeti a kőzetekbe szivárgott esővizet. A réteges szerkezetet sok helyen törések szakítják meg.

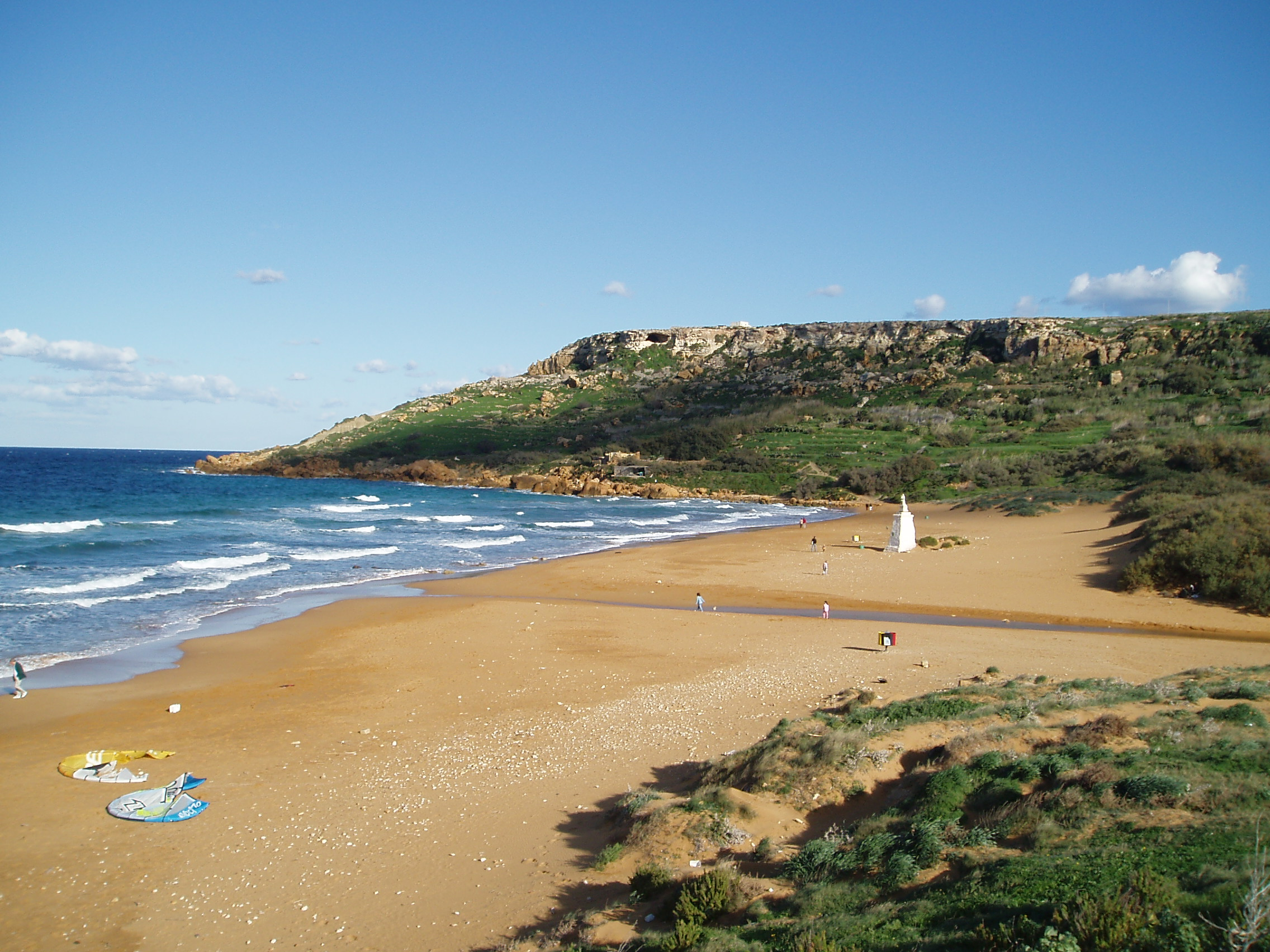
Ramla-öböl, Gozo

Malta szigetének északnyugati részét rengeteg párhuzamosan futó törés szabdalja, irányuk jellemzően délnyugat-északkeleti. Közülük a legnagyobb a Great Fault (Nagy Törésvonal), amely Fomm ir-Riħtől Baħar iċ-Ċagħaqig tart. Az erózió hatására törésvonalakban termékeny talaj gyűlt össze. A törések mentén kialakult sok kis öböl és a terep egyenetlenségei miatt ezek a részek sokáig védhetetlennek számítottak – a máltaiak általában a Nagy Törésvonalon igyekeztek védekezni az északról támadók ellen. E mentén az északi – amúgy termékeny – részeket feladva több védelmi rendszert is építettek; legnagyobb a britek építette Victoria Lines. A Nagy Törésvonaltól délre a táj kevésbé szabdalt. A Rabat-Dingli-plató korallmészkő tömbje általában kevés termőföldet tart meg, ám kiszögelléseire előszeretettel építkeztek a máltaiak. A sziget többi része északkelet felé enyhén lejtő síkság, amit ritkásan wiedek (vízfolyások) tagolnak. A sziget történelmileg legfontosabb alakzatai a mély öblök: északról dél felé haladva a Marsamxett, Il-Port Il-Kbir (Great Harbour, Nagy Kikötő) és a Marsaxlokki-öböl védett kikötőhelyet jelentett a szigetek lakóinak.
Għawdexen kevesebb a jó kikötő, mint Máltán, ám talaja termékenyebb, mivel nagyobb területet borít a kék agyag.
Kemmuna és Kemmunet szigete a két legnagyobb sziget közötti csatornából emelkedik ki. Mivel döntően korallmészkőből állnak, gyakorlatilag terméketlenek. Kemmuna egyetlen jelentősége a csatorna védelmében betöltött szerepe volt.

### Vizei
A szigeteken legalább ezer éve nincs állandó vízfolyás, de vannak időszakos patakmedrek (wied). A lehulló csapadék egy része természetes módon megreked a kőzetekben, ám a nagyobb mértékű tárolásra is készültek tervek. A kutakból egész évben lehet ivóvizet nyerni.

### Éghajlat
Az éghajlat mediterrán, enyhe, esős telekkel és forró, száraz nyarakkal. Az év nagy részében kék ég és ragyogó napsütés jellemzi. A nyár forróságát enyhítik a szinte folyamatosan fújó északnyugati szelek. Ezt időnként a Szahara felől érkező forró és rendkívül párás légáramlat szakítja meg, amely nehézzé teszi az emberi szervezet lehűlését. Ezt a szelet Máltán xlokknak nevezik, de meglehetősen ritkán fordul elő szélsőséges mértékben.
A nyár általában szeptember végén ér véget, amikor az Atlanti-óceán felől érkező légáramlatok elérik a szigeteket. A hirtelen viharos időjárás után a hőmérséklet lassan csökken, és még a Szent Márton nyara (október vége, november eleje) is napos és meleg lehet. Ez a mezőgazdasági művelés fő időszaka.
A máltai telet az európai hideg, a szaharai forró, és az atlanti-óceáni hűvös légtömegek váltakozása határozza meg. Hidegebb időszakokban hó is hullhat, ám a fagy ismeretlen a szigeteken.
További jelentősebb szelei a majjistral (misztrál, az Atlanti-óceán felől), tramuntana (északról) és a grigal (északkeletről).
Az évi csapadék mennyisége: 560 mm. Ennek jelentős része a heves téli záporok során hull. Az átlagos mennyiség azonban Máltán nem mérvadó adat, mert évről évre drasztikus változások lehetnek a csapadék mennyiségében (1015 mm-től a szinte teljes szárazságot jelentő 255 mm-ig).
| Hónap                            | Jan. | Feb. | Már. | Ápr. | Máj. | Jún. | Júl. | Aug. | Szep. | Okt. | Nov. | Dec. | Év   |
| -------------------------------- | ---- | ---- | ---- | ---- | ---- | ---- | ---- | ---- | ----- | ---- | ---- | ---- | ---- |
| Rekord max. hőmérséklet (°C)     | 24,5 | 23,7 | 25,6 | 30,2 | 33,8 | 38,9 | 41,9 | 43,1 | 35,8  | 30,0 | 26,2 | 24,3 | 43,1 |
| Átlagos max. hőmérséklet (°C)    | 15,0 | 15,0 | 16,0 | 18,0 | 22,0 | 26,0 | 30,0 | 30,0 | 27,0  | 23,0 | 19,0 | 16,0 | 21,5 |
| Átlaghőmérséklet (°C)            | 12,0 | 12,0 | 13,0 | 15,0 | 18,0 | 22,0 | 26,0 | 26,0 | 24,0  | 21,0 | 16,0 | 13,0 | 18,2 |
| Átlagos min. hőmérséklet (°C)    | 9,0  | 9,0  | 10,0 | 12,0 | 15,0 | 18,0 | 21,0 | 22,0 | 20,0  | 17,0 | 13,0 | 11,0 | 14,8 |
| Rekord min. hőmérséklet (°C)     | 0,4  | 0,6  | 2,8  | 4,1  | 5,7  | 7,2  | 8,5  | 8,2  | 6,5   | 4,3  | 1,7  | 0,1  | 0,1  |
| Átl. csapadékmennyiség (mm)      | 89   | 56   | 47   | 28   | 13   | 3    | 2    | 1    | 31    | 79   | 92   | 103  | 544  |
| Havi napsütéses órák száma       | 155  | 169  | 217  | 270  | 310  | 330  | 372  | 341  | 270   | 217  | 180  | 155  | 2986 |
| Forrás: Weatherbase, BBC Weather |      |      |      |      |      |      |      |      |       |      |      |      |      |

### Környezeti gondok
Málta legsúlyosabb gondja az ivóvízhiány. A téli csapadék nagy része gyorsan a tengerbe kerül, nem szivárog be eléggé a talajba. A nyár hosszú, meleg, száraz. A mészkőbe beszivárgott víz összegyűjtésére alagútrendszereket építettek, de ez nem elég, a felhasznált ivóvíznek kb. a fele tengervíz sótalanító üzemekből származik. Ezek működtetésére viszont üzemanyag kell, annak elégetése viszont a környezetet szennyezi.

### Természetvédelmi problémák
Málta az európai madárvonulás egyik fő útvonalára esik. Madarak milliói szállnak le a szigeten a vonulási időszakban. A nemzetközi természetvédelmi szervezetek erőfeszítései és a helyi hatóságok erősen korlátozott fellépése ellenére évente több millió madár esik áldozatul a lakosság körében elterjedt illegális vadászatnak. Lőfegyverek mellett többek között hálókkal és lépvesszőkkel – a fagyöngy terméséből főzött ragacsos anyaggal bekent és a bokrok ágaira erősített pálcikákkal – ejtik zsákmányul a madarakat.

### Élővilág
A természetes növénytakarója, a tölgyfajokból, illetve a tengerpartokon fenyőkből álló keménylombú erdő mára eltűnt. Az eredeti növényzetet a tengerpartokon ültetett aleppóifenyők idézik. Az erdők helyét a hegyoldalakon teraszosan kialakított olajfa-, narancs-, citromligetek és szőlőskertek foglalták el. A sekélyebb talajú, legeltetett mészkőplatókon másodlagos cserjések alakultak ki. Sok helyen kerítés helyett ültetik az amerikai eredetű fügekaktuszokat. 
Az emlősfauna szegényes, de a madárvilág viszonylag gazdag. A hüllők közül megtalálható az algír sikló, a leopárdsikló, a macskakígyó, a máltai faligyík, a foltos ércesgyík és a közönséges kaméleon. 

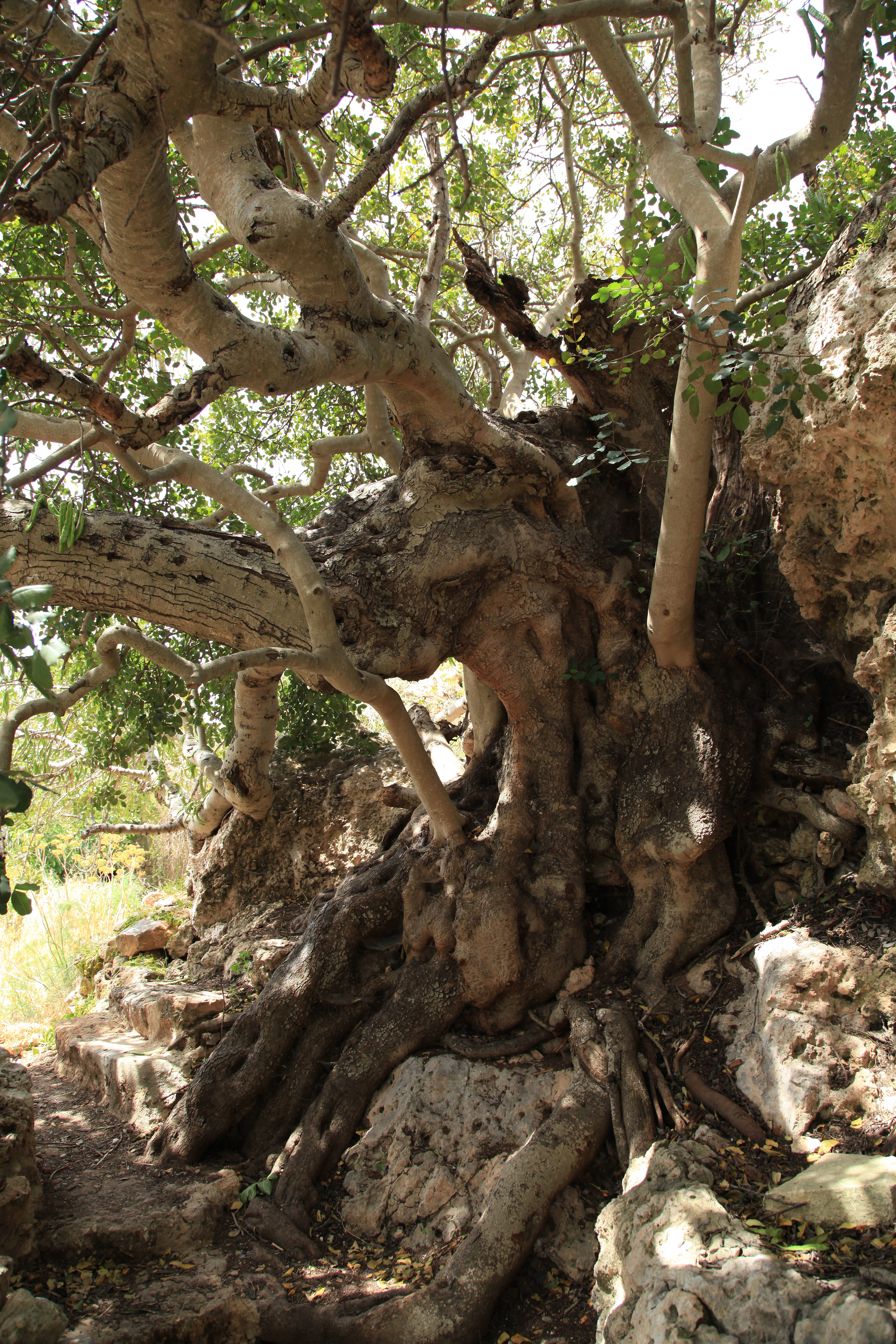
Ħarruba, azaz szentjánoskenyérfa
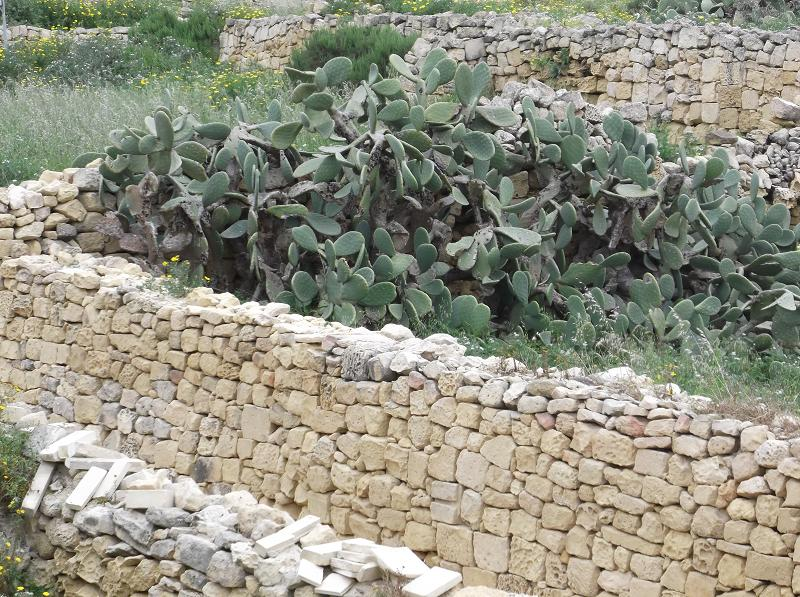
Bajtar tax-xewk, azaz fügekaktusz
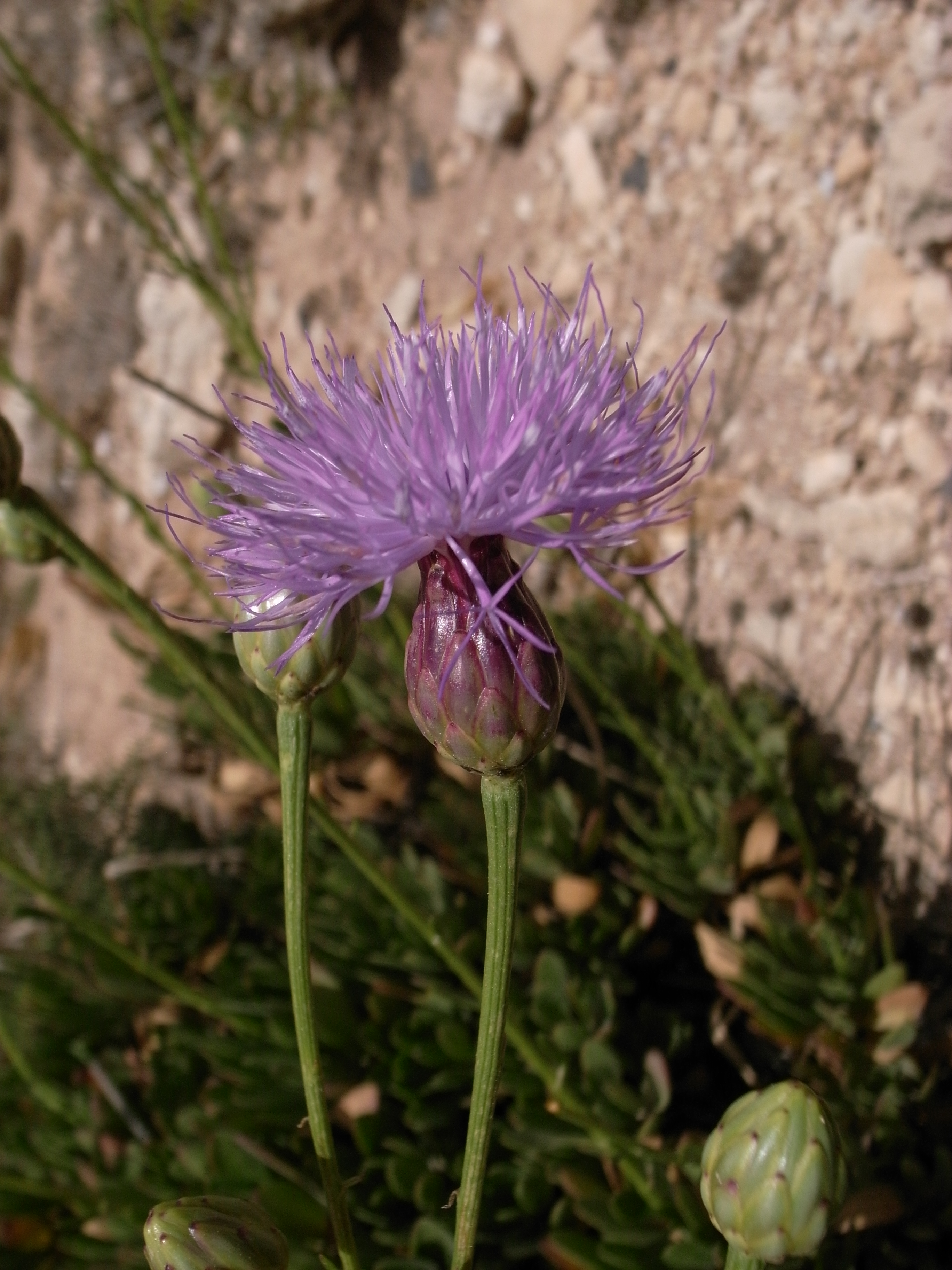
Widnet il-baħar, azaz Cheirolophus crassifolius, a nemzeti virág
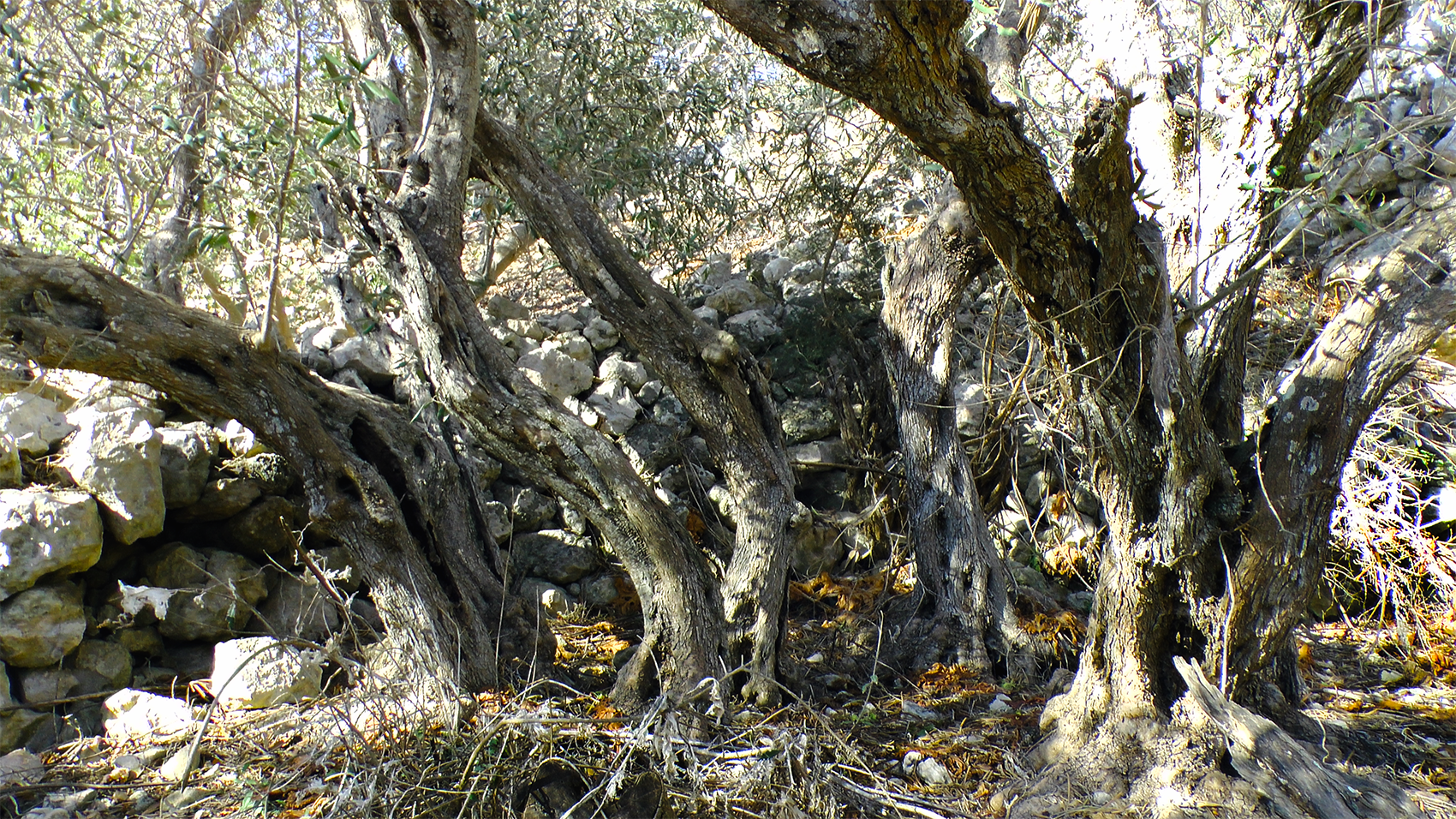
Żebbuġ, azaz olajfa
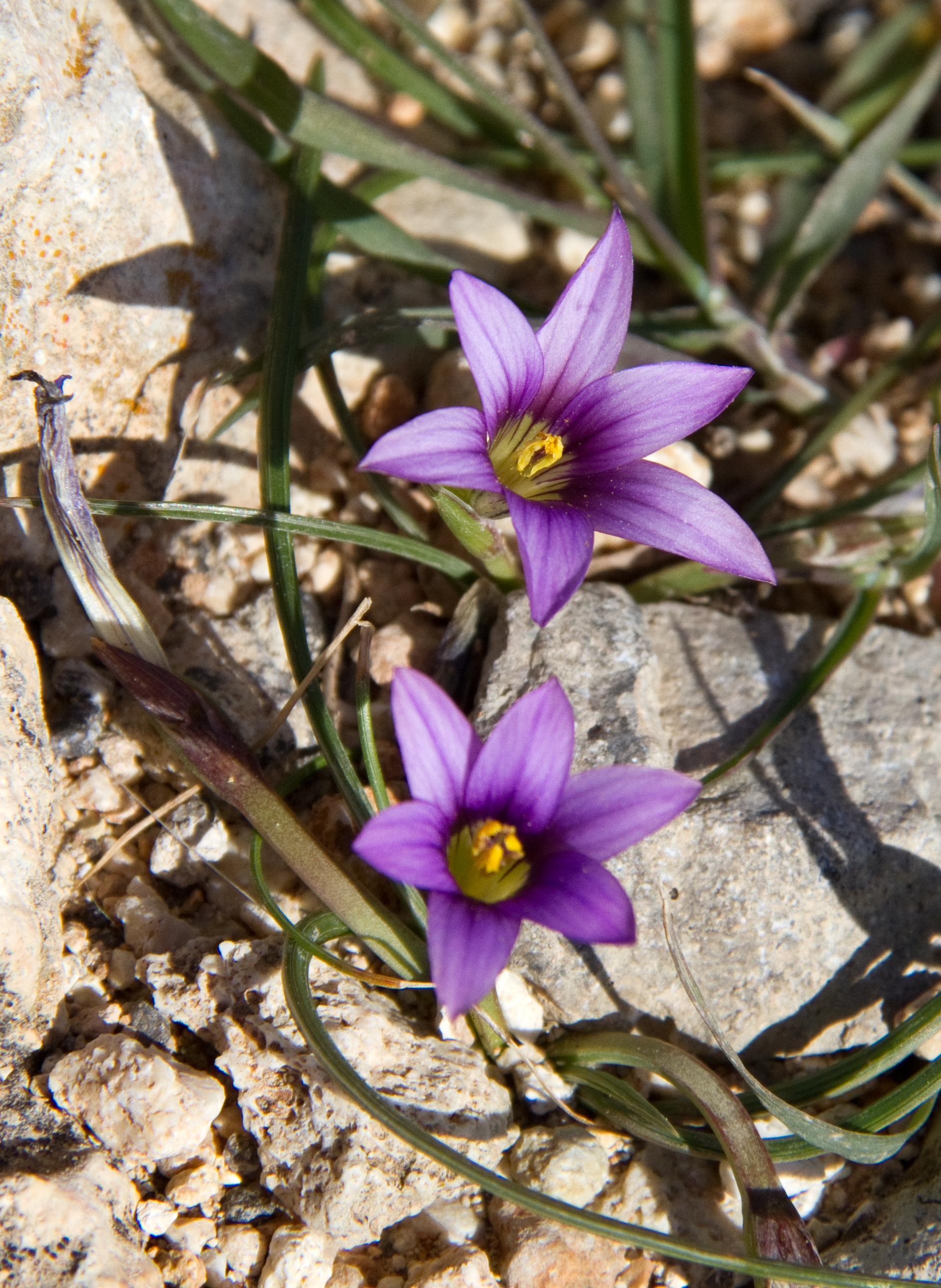
Romulea melitensis
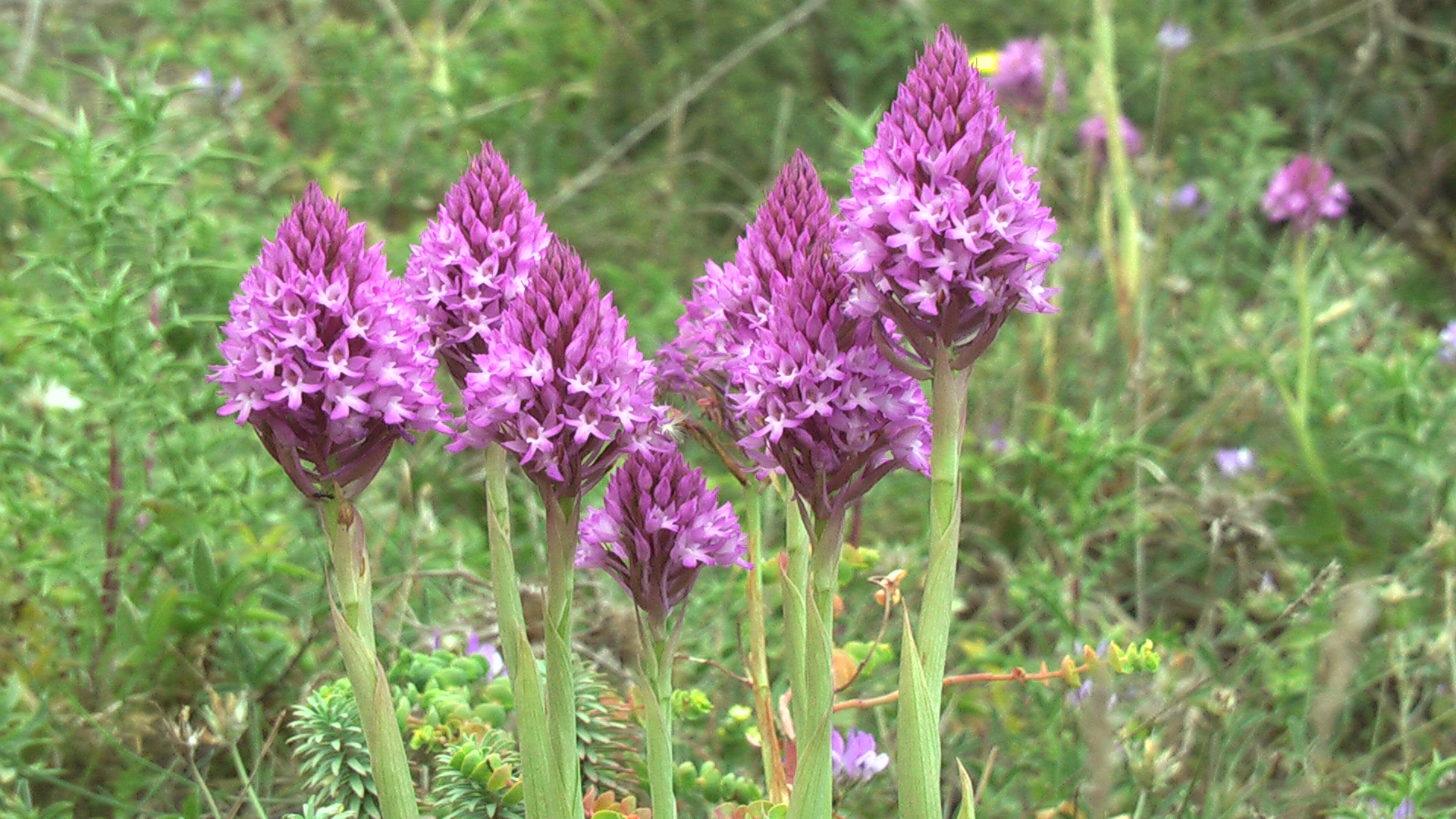
Orkida piramidali ta' Malta, (Anacamptis pyramidalis subsp urvilleana)
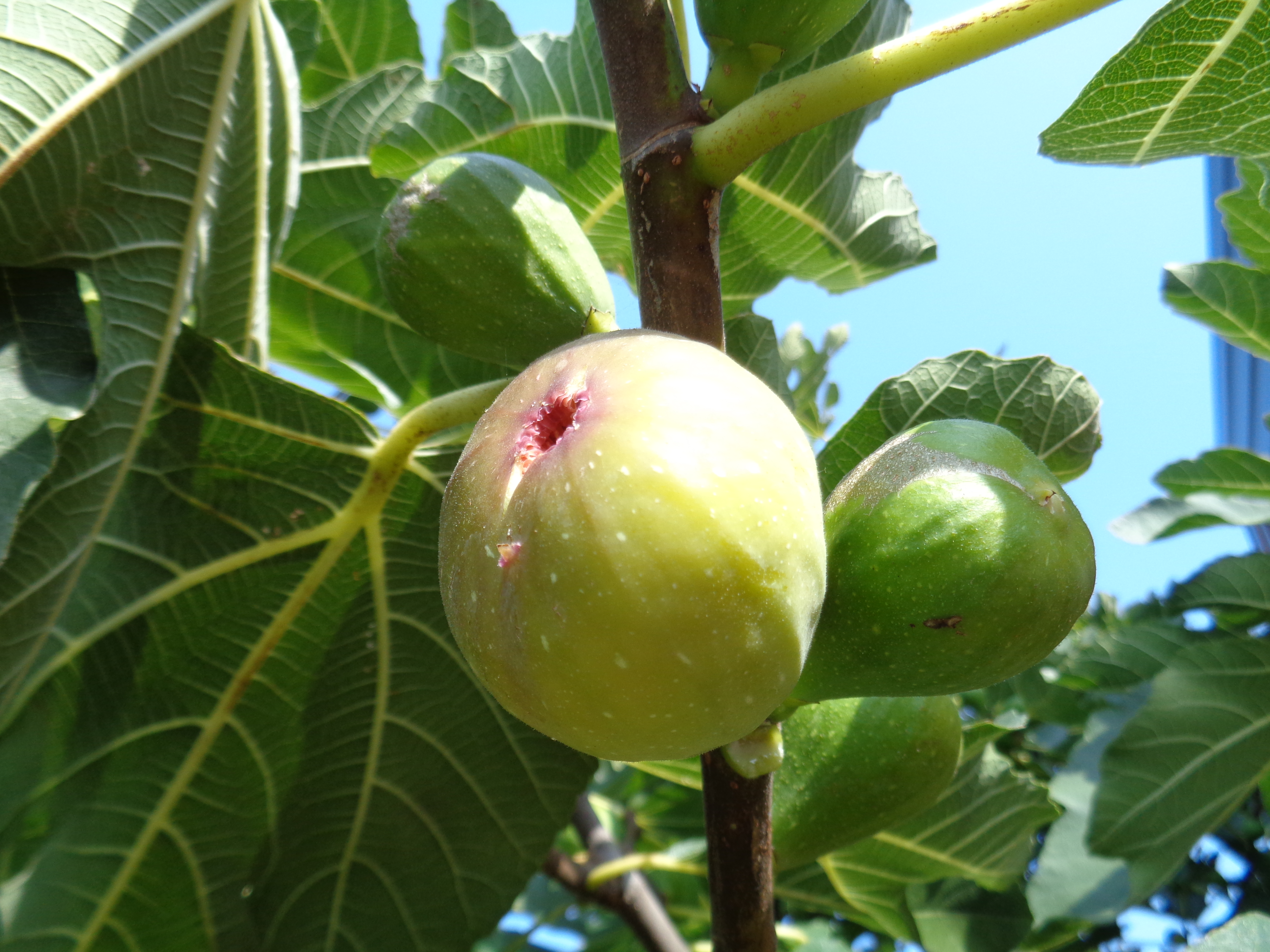
Füge

## Történelem

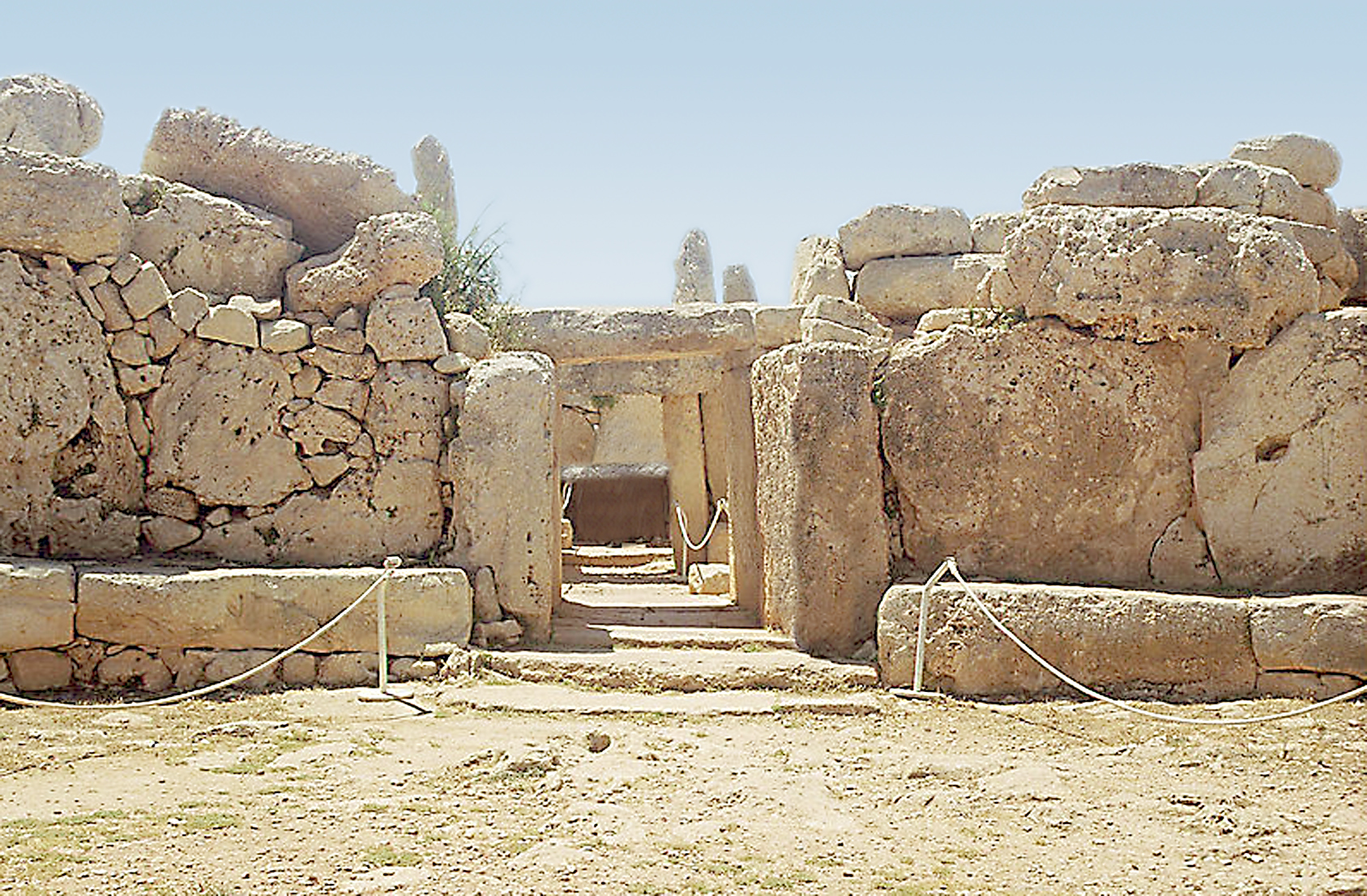
Mnajdra megalitikus templomának romjai

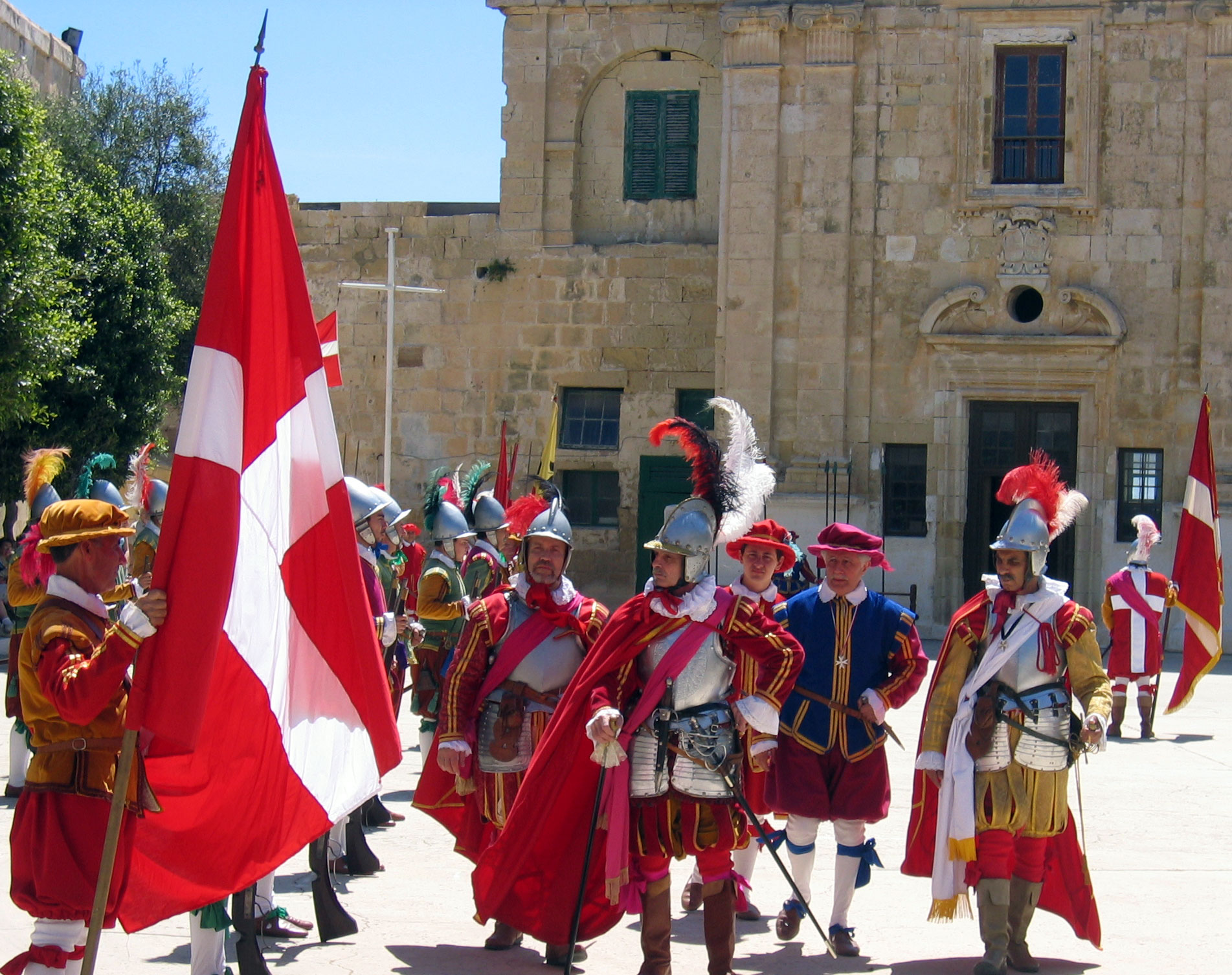
Johanniták, a máltai lovagrend

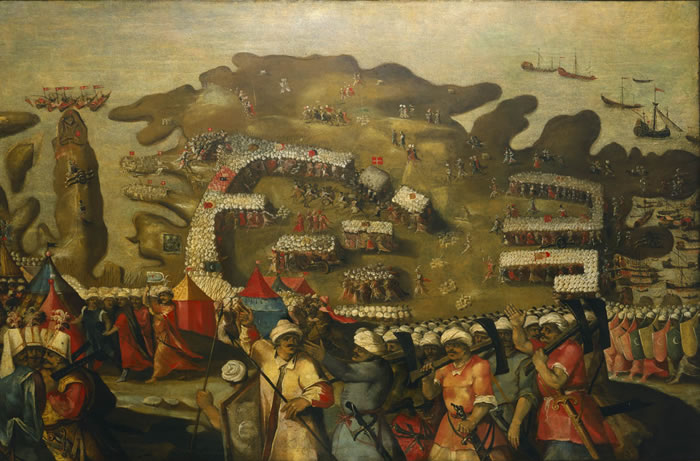
A török flotta érkezése

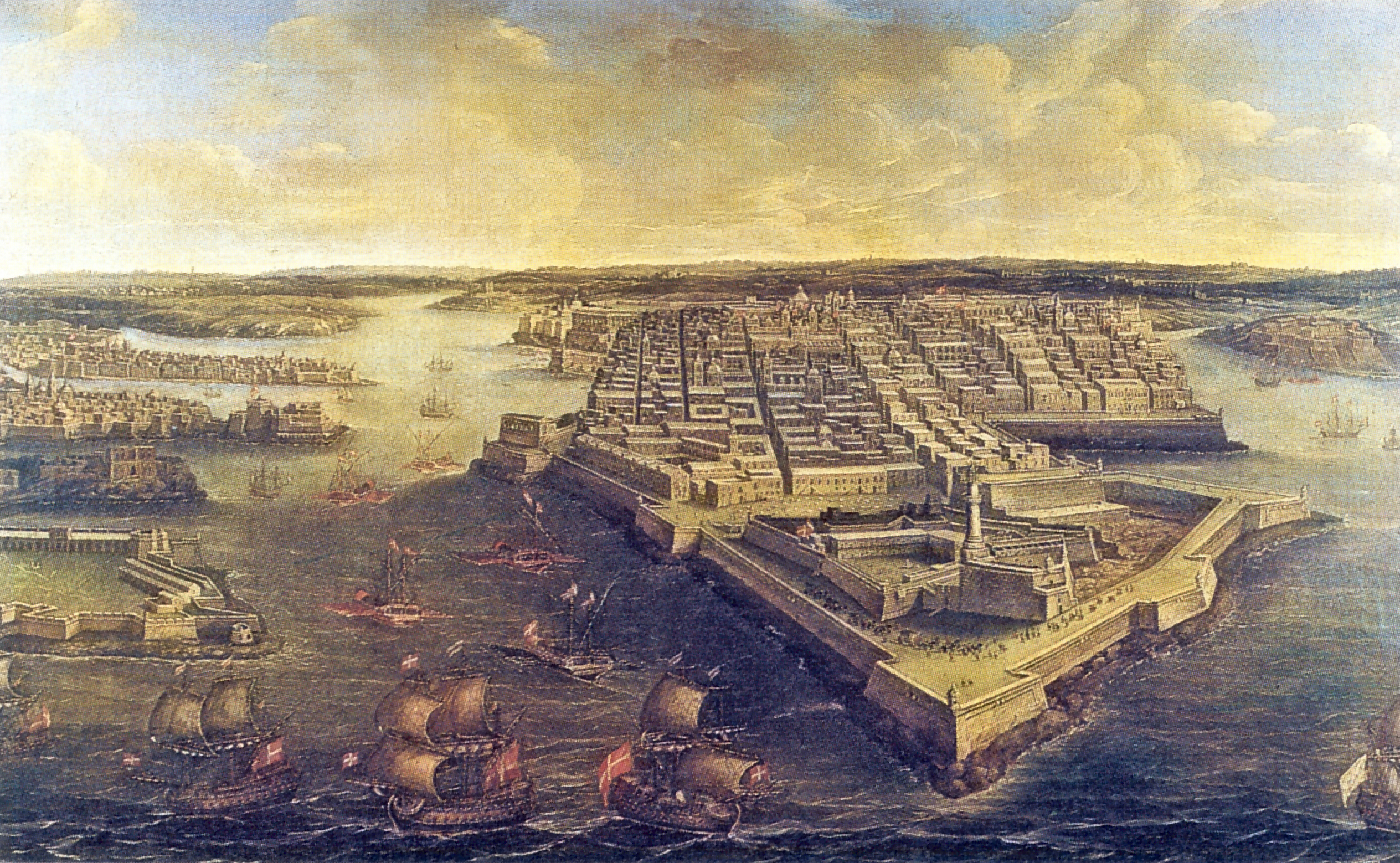
Valetta 1801-ben

A szigetek első lakói Szicília felől érkeztek. Kőkori földművesek és állattartók voltak, akik magokat és állataikat is magukkal hozták. Az első emberi nyomok a gozói il-Mixta barlangban találhatók, és kb. Kr. e. 5200-re datálhatók. Ez a kultúra legfejlettebb időszakában hatalmas megalitikus templomokat emelt a szigeteken (Kr. e. 3600–3500 után mintegy egy évezreden át). Ezek közül több ma is látható (Ġgantija, Tarxien, Mnajdra, Ħaġar Qim). Legtöbbjük idősebb, mint a Stonehenge, vagy az egyiptomi piramisok. Kr. e. 2500 körül nyomtalanul eltűntek, helyüket egy teljesen más jellegű, ám szintén ismeretlen eredetű népcsoport foglalta el.
Kr. e. 700 körül a föníciaiak szállták meg a szigeteket, akik a főszigetet Malet-nak, „biztonságos kikötő”-nek nevezték el. Kr. e. 550 körül a szigetek Karthágó fennhatósága alá kerültek, akitől a második pun háborúban (Kr. e. 218) a római Tiberius Sempronius Longus foglalta el. Melita és Gaudos önálló római települések lettek Sicilia provincián belül, előbbi a mai Mdina, a másik a gozói Citadella helyén, amelyek saját pénzt is vertek. Később municipiumi rangra emelkedtek (117 és 138 között). Róma uralmára csak néhány villa alaprajza és tárgyi emlékek utalnak.
60-ban Szent Pál apostol hajótörést szenvedett Melitán, ezt követően mintegy három hónapot töltött a szigeten. Róla nevezték el a sziget északnyugati részén lévő öblöt, hajótörésének állítólagos színhelyét. Az ezt követő századokból számos őskeresztény katakomba maradt fenn.
Róma uralmát 455-ben a vandálok döntötték meg, akiktől 493-ban az osztrogótok, majd 535-ben a Keletrómai Birodalom szerezte meg Melitát, ezzel megerősödött a kereszténység. 870 körül egy arab sereg űzte el őket, akik a római település helyét megerősítve létrehozták Medina városát. Ebből az időből származik a mai máltai kultúra legrégebbi rétege, a máltai nyelv alapjai, személy- és helynevek. Ekkor lett a sziget neve Malta.
Az 1090-es szicíliai normann megszállás a kereszténység végleges térhódítását jelentette. Az arab lakosságnak nem esett bántódása, hamar áttértek a keresztény hitre, s így a máltai arabokból részben olasz és normann keveredéssel létrejöhetett egy új nemzet és nyelv, a máltai. 1127-től normann közigazgatás volt a szigeteken, 1154-től a szigetek egyháza a palermoi püspökséghez tartozott. Ezekben a századokban alakult ki a máltai nemesség, amely – nem hivatalosan – ma is létezik: 32 nemesi címet ma is használnak, ezek közül a legrégebbi: Diar el Bniet bárója (1350-től). 1224-ben nagyrészt kitelepítették a megmaradt arabokat Szicíliából és Máltáról. 1397-től a tartomány részleges önkormányzatot kapott, az Università-t.
V. Károly német-római császár 1530. október 26-án a szigeteket a Jeruzsálemi Szent János Lovagrendnek adományozta, akiket a terjeszkedő Oszmán Birodalom 1522-ben elűzött Rodoszról. Ezzel megkezdődött a szigetek megerősítése, és a török támadások is. 1551-ben a Szinán pasa vezette törököknek nem sikerült elfoglalniuk a Nagy Kikötő erődjeit, ám Gozo teljes lakosságát elhurcolták, és Tripoli erődjét is elfoglalták a lovagrendtől. 1565-ben a harcos szerzetesrend, akik ma „Szuverén Máltai Lovagrend” néven ismertek, visszaverte a legnagyobb, több hónapos török támadást (Málta nagy ostroma). Ezután végleg megtelepedtek Máltán, és hozzáfogtak a további erődítéshez, és az új főváros, Valletta építéséhez, ami nevét az ostrom győztes Nagymestertől, Jean Parisot De La Valette-től, kapta. Még az első éveikben, hagyományaikhoz híven, kórházat alapítottak; 1595-ben létesítettek egy orvosi főiskolát, 1768-ban egyetemet. 1742-ben alapítottak egy tengerészeti főiskolát, és 1779-ben egy hajózási fakultást az egyetemen. Ezekben az időkben Európa legjobb tengerésztisztjei a máltai kiképzés termékei voltak.[20] 1732-ben megnyílt a szigetek első színháza. A század második felében több felsőfokú iskola jött létre, ezek egy része ma a Máltai Egyetem színeiben működik tovább.
1798-ban Bonaparte Napóleon tábornok seregei megszállták Máltát, és elűzték a lovagokat. Még ebben az évben felkelés tört ki a fosztogató franciák ellen, először Gozón, majd Máltán is. Ezután két évig az Alexander Ball brit katonatiszt, rangja szerint szicíliai kormányzó és brit miniszteri biztos vezette Nemzetgyűlés irányította az államot, a franciák Valletta erődjébe szorultak. 1802-ben az amiens-i békében még a lovagrendnek ítélték szigeteket, ám a britek nem tágítottak, és 1814-ben a párizsi békeszerződés értelmében Málta hivatalosan is brit koronabirtok lett.
1831-ben a máltai egyházmegye elszakadt Palermótól. 1835-ben a britek új alkotmányt vezettek be, amelynek értelmében a héttagú kormányzótanács három tagját helyben választhatták. Ez 1849-ben 17-re és 8-ra módosult. A krími háború (1853–1856) alatt Málta egészségügyi háttérközpontként működött. 1864-ben Gozo is önálló püspökséggé vált. 1880-tól megkezdődött a máltai oktatásban az „anglicizálás”, amely különböző pártok kialakulásához vezetett: a britpárti reformerek utódaiból lett később a Munkáspárt, az olaszpárti antireformerek utóda a kereszténydemokrata Nemzeti Párt. 1883-ban megindult a vasútforgalom Valletta és Notabile (Mdina) között. 1905-től néhány városban megindult a villamosforgalom is.
Az első világháború idején Málta ismét egészségügyi központtá vált. 1919-ben egy felkelés katonai beavatkozásba és négy helyi lakos lelövésébe torkollt, ennek eredményeként azonban 1921-ben Málta nagyobb autonómiát kapott, megtartották az első választásokat. 1933-ban az angolt és a máltait tették hivatalos nyelvvé, kizárva ezzel az olaszt, amely 800 éven keresztül a közigazgatás, kereskedelem, oktatás és kultúra nyelve volt Máltán, ez olyan ellenállást váltott ki a máltai vezetőkben, hogy a britek felfüggesztették az alkotmányt.
Málta kikötői fontos szerepet játszottak az egész második világháború során. A sziget a világ legjobban megerősített helyei közé tartozott, a kb. fél budapestnyi területű szigeten négy repülőtér (Ħal Luqa, Ta’ Qali, Ħal Far és Kalafrana) volt, a számtalan erődítményen kívül. Fontos tengerészeti szerepe miatt a tengelyhatalmak folyamatosan bombázták a szigeteket; a máltaiak bátorságukért megkapták a György-keresztet, amely azóta is az ország zászlaján látható. 1943-ban innen indultak a szövetségesek Olaszország elfoglalására. 1945. január-februárban Vallettában találkoztak a szövetségesek vezetői, Franklin D. Roosevelt amerikai elnök és Winston Churchill brit miniszterelnök.
1947-ben a britek visszaállították Málta kormányzatát. 1955-ben érvénytelen népszavazáson a választók 75%-a arra szavazott, hogy Málta csatlakozzon Nagy-Britanniához. Miután a britek kivonták a gazdaság gerincét alkotó haditengerészetet, Málta komoly válságba került, ez megakasztotta a Málta jövőjéről folytatott tárgyalásokat is.
1964. szeptember 21-én az ország függetlenné vált Nagy-Britanniától. Az ekkor született alkotmány még megtartotta II. Erzsébet brit királynőt mint Málta államfőjét, akit a szigeten egy főkormányzó (governor general) képviselt. 1970-től az állam az Európai Közösség társult tagja lett. 1974. december 13-án Málta köztársasággá vált, utolsó főkormányzója, Sir Anthony Mamo lett első elnöke.
Málta 1964 óta a Nemzetközösség illetve az ENSZ, és 2004. május 1. óta az Európai Unió tagja is. Fizetési eszközként, 2008. január 1-jén, a máltai lírát az euró váltotta fel.

## Államszervezet és közigazgatás

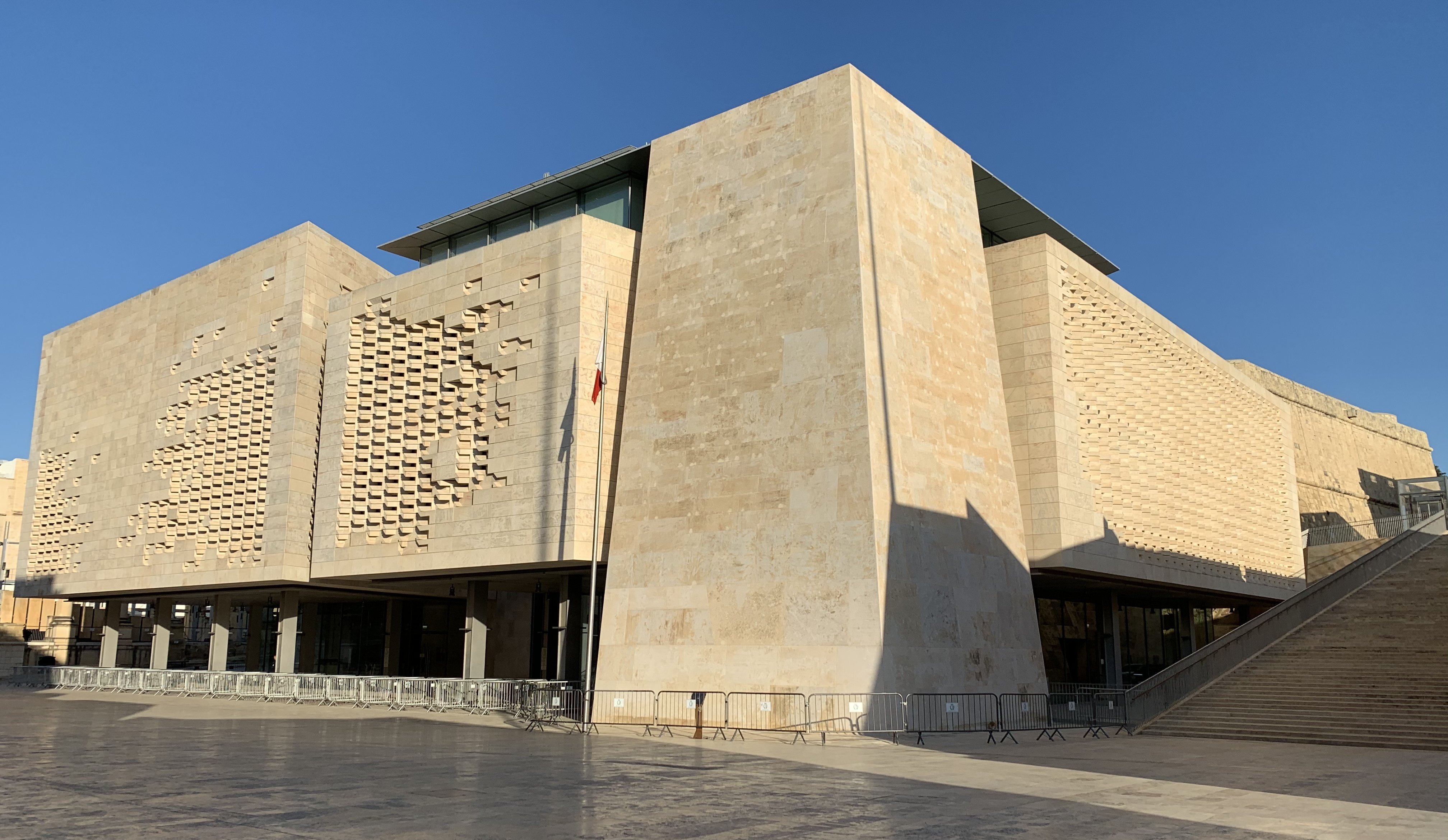
A parlament épülete Vallettában

### Alkotmány, államforma
Málta 1964. szeptember 21-e óta független. 1964 és 1974 között nemzetközösségi monarchiaként perszonálunióban állt Nagy-Britanniával, II. Erzsébet mint Málta királynője (Queen of Malta) uralkodott. 1974. december 13-a óta parlamentáris köztársaság. Az ország feje az államelnök, reprezentatív feladatkörrel rendelkezik.

### Törvényhozás, végrehajtás, igazságszolgáltatás
Az elnök, akit az egykamarás parlament, a Képviselőház (Kamra tar-Rappreżentanti) választ, a parlamenti többséget szerzett párt vezetőjét jelöli ki miniszterelnöknek.
Szintén az elnök jelöli ki, a miniszterelnök javaslata alapján, a kormányhivatalokat vezető minisztereket. A kabinet tagjait szintén a Képviselőház tagjai közül választják, amely 65-69 tagú, tagjait az arányos képviselet alapján választják. Választásokat 5 évente tartanak.
Málta vezetőinek listái:
- Málta államfőinek listája
- Málta miniszterelnökeinek listája

### Közigazgatási beosztás
1993-ban Máltán megszüntették a tíz körzetet, ezek helyett 67 helyi tanács jött létre. 2000-ben Mtarfa önállósodott, így ma 68 helyi tanács működik. Ezek alkotják az egyetlen önkormányzati szintet, köztes szint a helyi tanácsok és a kormány között nincs. 2010 márciusától 16 településrész ún. mini-tanácsot (részönkormányzatot) kapott. Ezek célja az anyatelepüléstől távolabb eső részek lakosságának jobb képviselete. A mini-tanácsok a települések forrásainak egy részével önállóan rendelkezhetnek.
A helyi tanácsok listája:
| Málta szigete | Málta szigete | Málta szigete | Gozo szigete |

Málta helyi tanácsai

| - Attard - Balzan - Birgu (Vittoriosa) - Birkirkara - Birżebbuġa - Bormla (Cospicua) - Dingli - Fgura - Floriana - Gudja - Gżira - Għargħur - Għaxaq - Ħamrun - Iklin - Isla (Senglea) - Kalkara - Kirkop | - Lija - Luqa - Marsa - Marsaskala - Marsaxlokk - Mdina - Mellieħa - Mġarr - Mosta - Mqabba - Msida - Mtarfa - Naxxar - Paola - Pembroke - Pietà - Qormi - Qrendi | - Rabat - Safi - San Ġiljan (St. Julian's) - San Ġwann - San Pawl il-Baħar (St. Paul's Bay) - Santa Luċija - Santa Venera - Siġġiewi - Sliema - Swieqi - Ta' Xbiex - Tarxien - Valletta - Xgħajra - Żabbar - Żebbuġ - Żejtun - Żurrieq | - Fontana - Għajnsielem - Għarb - Għasri - Kerċem - Munxar - Nadur - Qala - Rabat (Victoria) - San Lawrenz (St. Lawrence) - Sannat - Xagħra - Xewkija - Żebbuġ |

A 16, mini-tanáccsal rendelkező településrész a következő (zárójelben az anyatelepülés neve): Fleur-de-Lys (Birkirkara), Santa Luċija (Kerċem), Guardamanġa (Pietà), Paceville (San Ġiljan), Kappara (San Ġwann), Madliena (Swieqi), Marsalforn (Żebbuġ), Bubaqra (Żurrieq), Xlendi (Munxar), Baħar iċ-Ċagħaq (Naxxar), Swatar (Msida), Burmarrad (San Pawl il-Baħar), Baħrija és Tal-Virtù (Rabat), Ħal Farruġ (Luqa), St. Peters (Żabbar).

### Politikai pártok
Parlamenti pártok:
- Munkáspárt (Labour Party, Partit Laburista)
- Nemzeti Párt (Nationalist Party, Partit Nazzjonalista)

Parlamenten kívüli pártok:
- Demokratikus Alternatíva (Democratic Alternative, Alternattiva Demokratika)
- Nemzeti Cselekedet (National Action, Azzjoni Nazzjonali)

## Demográfia

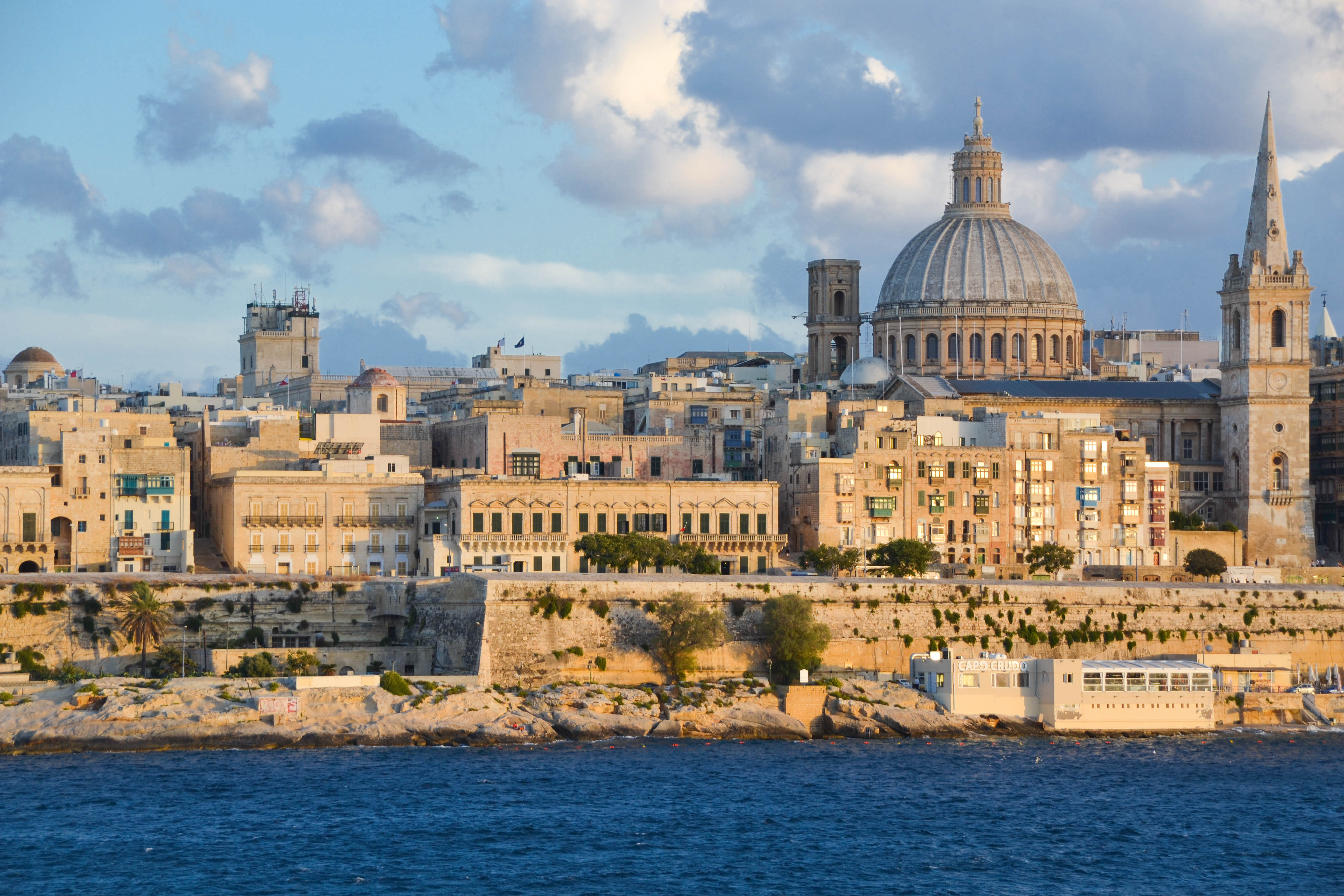
Valletta

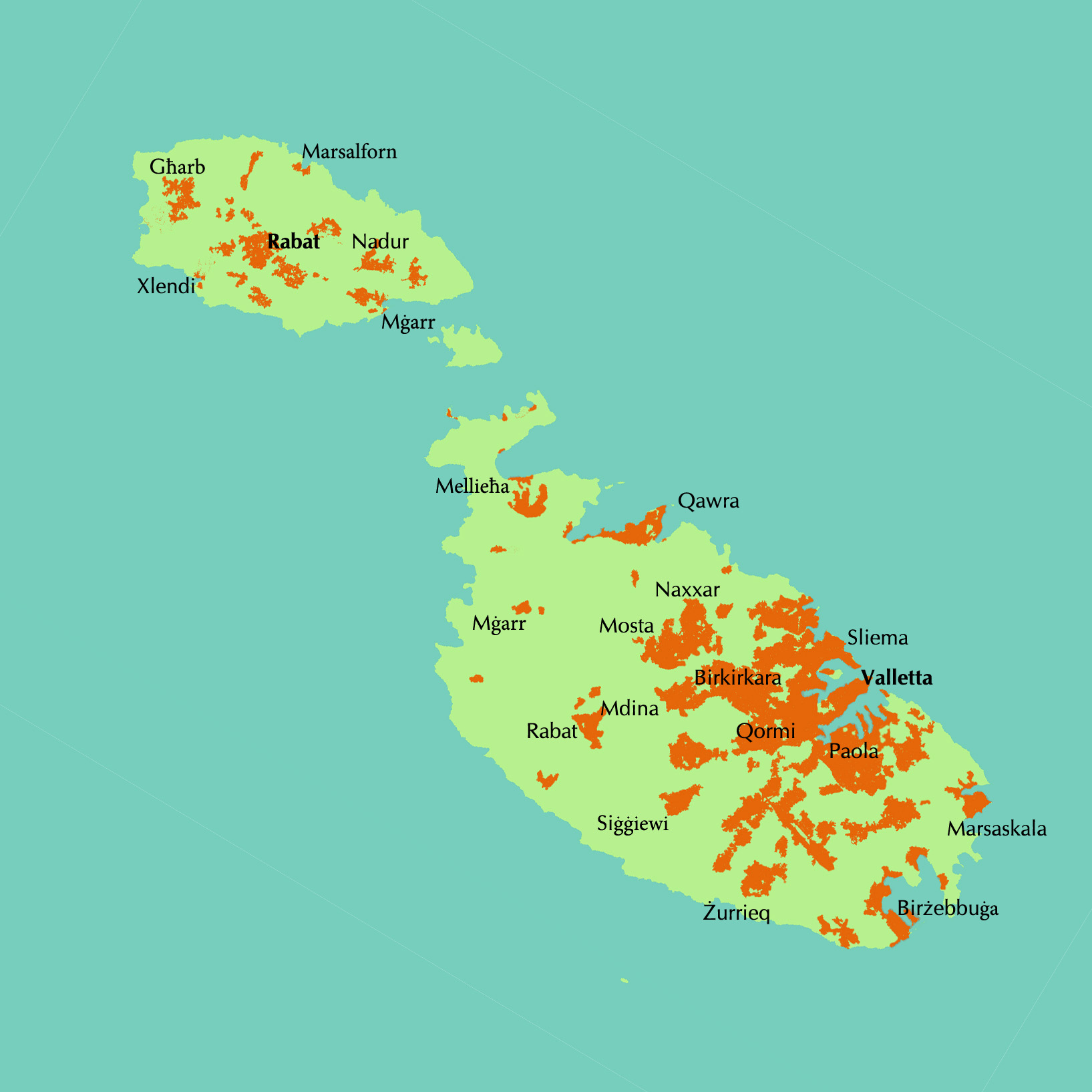
A Máltai-szigetek beépített területei

### Általános adatok
- Népsűrűség: Málta a világ egyik legsűrűbben lakott országa, km²-ként több mint 1380 lakossal.[17]
- Népességnövekedés üteme: 0,26% (2017). [18]
- Születéskor várható élettartam (2016): férfiak: 78 év, nők: 82,8 év. [18]
- Írástudatlanság: 5,5%. (2015) [18]

Vallási megoszlás (2019)

### Népességének változása
| Lakosok száma | 326 550 | 311 550 | 302 200 | 316 645 | 344 485 | 364 704 | 381 363 | 406 724 | 423 374 | 553 214 |
|               | 1960    | 1967    | 1973    | 1980    | 1987    | 1993    | 2000    | 2007    | 2013    | 2023    |

### Legnépesebb települések
A lakosság 89%-a városlakó. Málta nem rangsorolja a településeket, az egyetlen felosztás a 68 helyi tanács és az azon belül lévő 16 mini-tanács. Egy tanácshoz tartozhat egy, de akár több település is. Legnépesebb helyi tanácsai: Birkirkara, Mosta, Qormi.

### Etnikai megoszlás
A népesség zömét a máltai őslakosok teszik ki. Az őslakosok a föníciaiak, arabok, britek és olaszok leszármazottaiból áll.
Vannak azonban kisebbségek, amelyek közül a legnagyobbat az itt élő brit nyugdíjasok adják. A 2010-es években többezres számban vannak olaszok, líbiaiak, szerbek, bolgárok, filippínók, oroszok.
2010-es hivatalos adatok szerint 4000 fős afrikai közösség él a szigeten.

### Nyelv
Málta két hivatalos nyelve a máltai (a sémi nyelvcsaládba tartozó nyelv) és az angol, de sokan olaszul, franciául és néhol arabul is beszélnek.

### Vallás
A máltai alkotmány második cikkelye a katolicizmust államvallásként határozza meg és ez a máltai kultúra különböző elemeiben is tükröződik, de a vallásszabadságról is születtek rendelkezések.
Különféle katolikus szerzetesrendek is jelen vannak Máltán, köztük a jezsuiták, a ferencesek, a domonkosok, a karmeliták stb.
A Malta Today felmérése szerint a lakosság túlnyomó többsége ragaszkodik a kereszténységhez (95%), de egy 2019-ben végzett Eurobarométer felmérés szerint a lakosságnak már csak 83%-a vallotta katolikusnak magát.
A protestáns és egyéb keresztény egyházak híveinek zöme nem máltai; hanem főleg az országban élő sok brit nyugdíjasból tevődik össze.

## Gazdaság

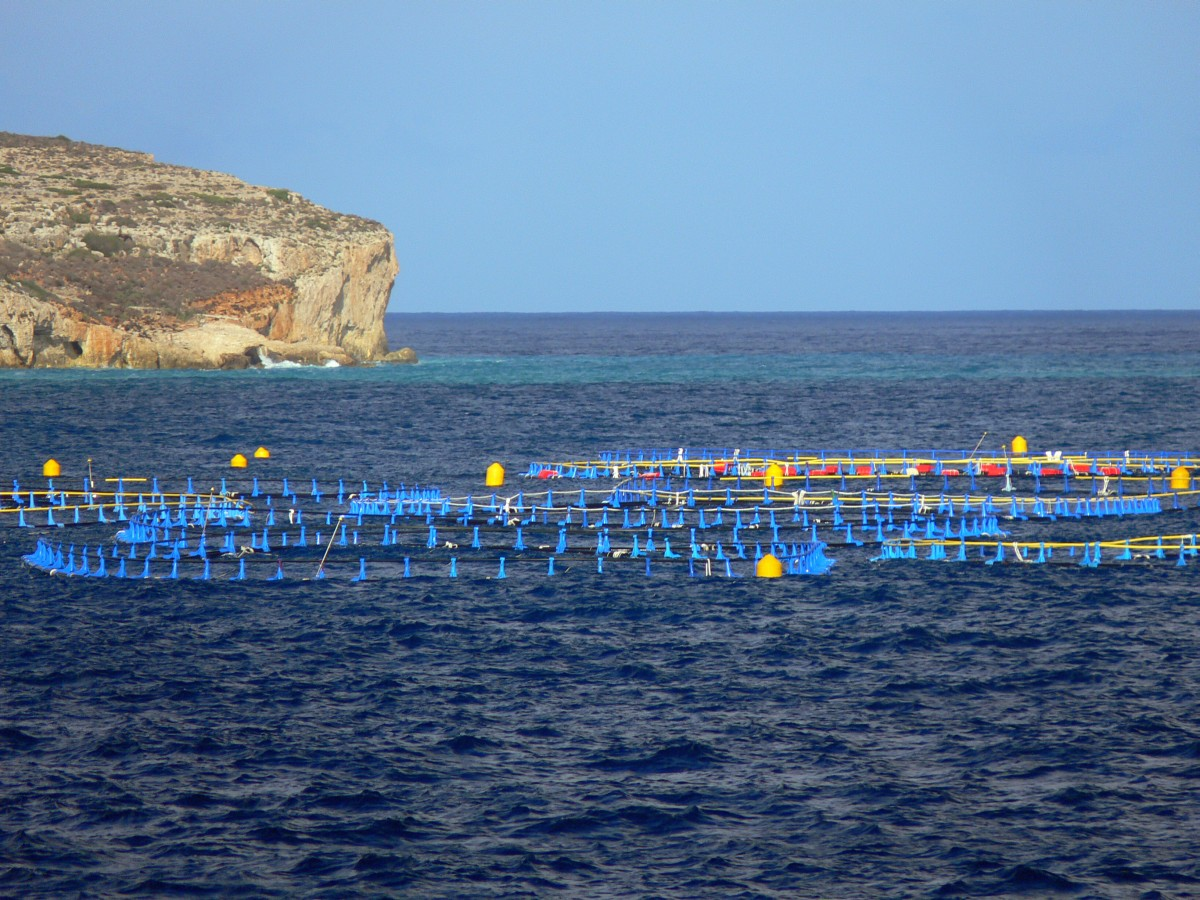
Tonhal-tenyészet a Fliegu ta' Malta csatornában Comino partjai előtt

Málta fő kincsei a mészkő, a jó földrajzi elhelyezkedés, és a termelékeny munkaerő. Az ország csak mintegy 20%-át termeli meg élelmiszerszükségletének, ivóvízkészletei szűkösek, és nincsenek saját energiahordozói. A gazdaság a külkereskedelemtől (a sziget hajózási csomópont), az ipartól (elektronikai és textilipar), és a turizmustól függ.
Közepesen fejlett gazdaságú, a pénzügyi, kereskedelmi és idegenforgalmi szolgáltatásokra szakosodott ország. A gazdaság legfőbb ágazata a szolgáltatás, az idegenforgalom.
Málta privatizálta az állami vállalatokat, és felszabadította piacait az Európai Unióhoz történt csatlakozása előtt. Málta és Tunézia tárgyalásokat folytat az országok közti kontinentális talapzat gazdasági, főleg olajkitermelési célú kihasználásáról.

### Gazdasági ágazatok

#### Mezőgazdaság
Főbb termények: burgonya, karfiol, szőlő, búza, árpa, paradicsom, citrusfélék, vágott virágok, paprika 

#### Ipar
elektronikai ipar, hajóépítés és javítás, építőipar, élelmiszeripar, gyógyszergyártás, cipőgyártás, dohány

#### Külkereskedelem
Főbb termékek:

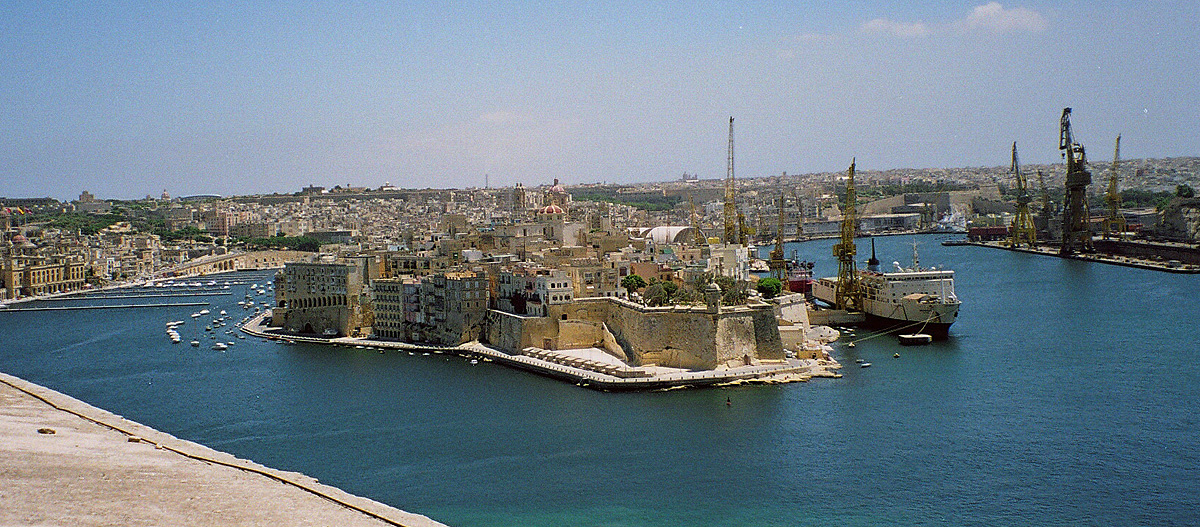
Isla félszigete a Nagy Kikötő két öblével

- Export: gépek és mechanikus berendezések; olaj és ásványolaj termékek; gyógyszeripari termékek; könyvek és újságok; repülőgép és űrjármű alkatrészek; játékok és sporteszközök
- Import: ásványi tüzelőanyagok, kőolaj; repülőgépek és űrhajók részei; gépek és berendezések; műanyag és félkész termékek; járművek és alkatrészek

Legfőbb partnerek 2016-ban :
- Export:  USA 27,3%,  Németország 13,9%,  Franciaország 8,3%, Szingapúr 5,6%, Japán 5,2%
- Import:  Olaszország 20,9%,  Kanada 10,4%,  Németország 6,3%, Egyesült Királyság 5,9%, Franciaország 4,4%

#### Az országra jellemző egyéb ágazatok
turizmus, pénzügyi szolgáltatások, informatika 

## Közlekedés

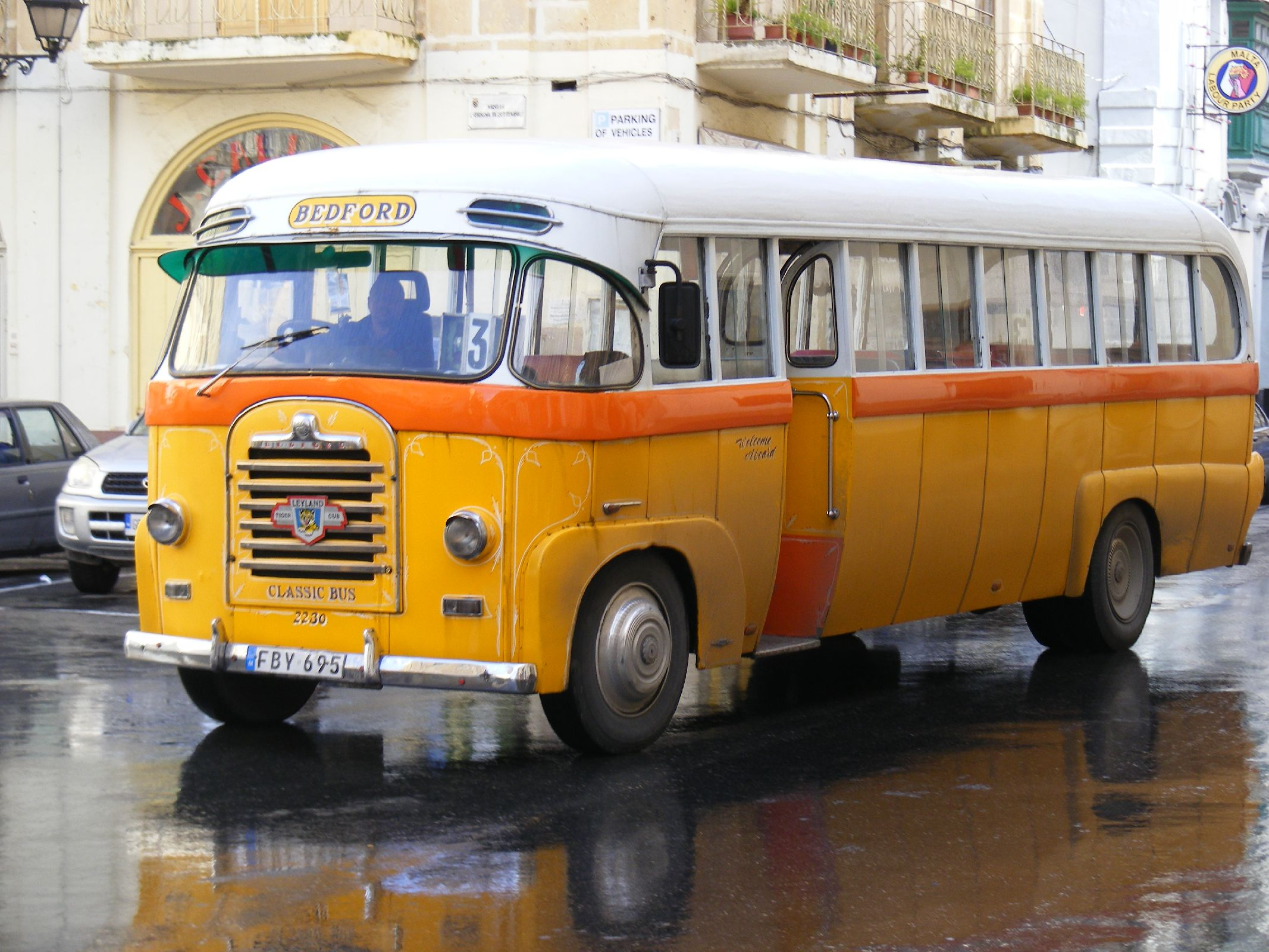
Autóbusz Máltán

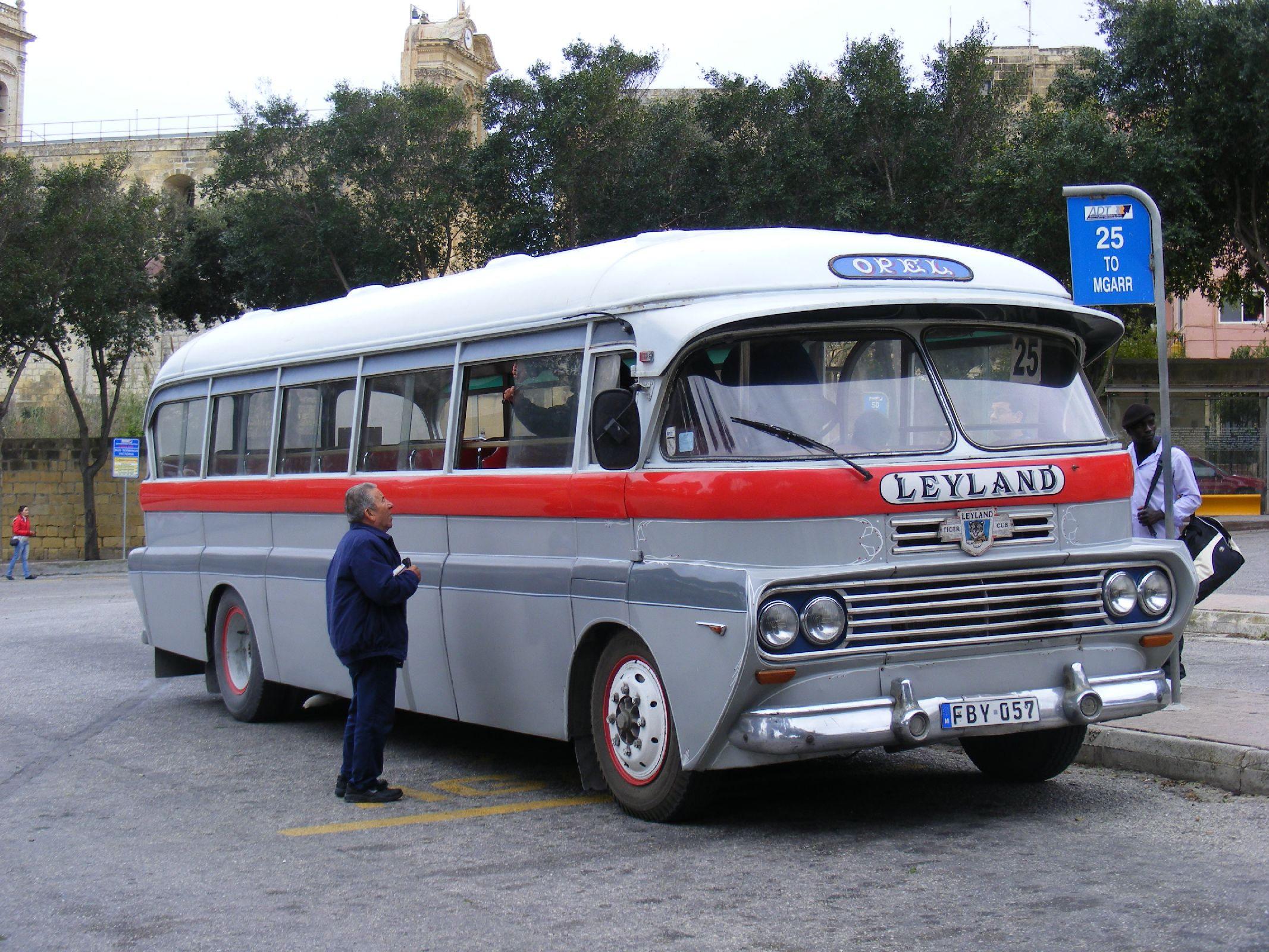
Autóbusz Gozón

### Közúti közlekedés
Máltán bal oldali közlekedés van. A megengedett maximális sebesség külterületen 80 km/h, míg lakott területen 50 km/h. A főbb útvonalak elfogadható minőségűek, de főleg a nyugati és északi részeken sok a murvás és földút. Autópálya nincs, néhány részen (pl. Attard–Mosta környékén) vannak 2×2 sávos szakaszok.

### Tömegközlekedés
A tömegközlekedés hagyományosan a régi buszokat jelentette, amelyek koruk ellenére többnyire jó műszaki állapotban vannak. A buszok Máltán sárga, Gozón szürke színűek. A jegy nem drága (0,59–1,59 euró), és a hálózat elég sűrű ahhoz, hogy a lakott helyek között autó nélkül is lehessen közlekedni. Az EU-szabványok bevezetése miatt 2010-től átalakul a járműpark, az állam – amely új üzemeltető kezébe adja a buszközlekedést – hosszas tárgyalások után megegyezett a járműtulajdonosokkal a szabványnak nem megfelelő járművek kivonásáról és az új munkalehetőségről.
A tömegközlekedés különleges eszközei a kompok és menetrend szerinti kishajók. Ezek közül a legfontosabbak:
- A Gozo Channel Line[40] által működtetett – autókat is szállító – kompjárat a két legnagyobb sziget között. Ezen az útvonalon három komphajó jár Ċirkewwa és Mġarr kikötői között, csúcsidőben 45 percenként. A menetidő 25 perc.
- Kishajók (csak személyszállító)[41] Valletta és a környező városok (Sliema, Gżira, Kalkara, Birgu, Senglea) között általában minden fél órában. Ára 0,75 euró körül van, a menetidő 8–15 perc.

A brit uralom idején (1883–1931) a szigeten vasút is üzemelt, Valletta és Notabile (Mdina és Rabat közelében) között. 1900-ban egy Mdina alatti alagúton keresztül meghosszabbították Mtarfáig. Egykori útvonala: Valletta – Floriana – Ħamrun – Msida – Santa Venera – Birkirkara – Balzan – San Anton – Attard – San Salvatore – Notabile – Museum. Emlékét ma múzeum őrzi.

### Légi közlekedés
Málta légitársasága az Air Malta, 1973. március 21. óta működik. 1992 óta cargo-részlege is van. Jelenleg 98%-ban állami tulajdonban van, 12 géppel közlekedik 50, többségében európai városba. Az Association of European Airlines 2006-os felmérése szerint az Air Malta veszíti el a legkevesebb csomagot.
Egyetlen nemzetközi repülőtere a luqai Malta International Airport Vallettától délre. Helyközi hidroplánjáratok járnak Valletta és a gozoi Mġarr, illetve helikopterek Luqa és a gozói repülőtér között.

### Vízi közlekedés
Legnagyobb kikötője a Valletta és a Három Város közti Nagy Kikötő (Il-Port Il-Kbir, Grand Harbour). Birżebbuġa mellett található a szabadkikötő. Gozo legjelentősebb kikötője Mġarr.

## Kultúra

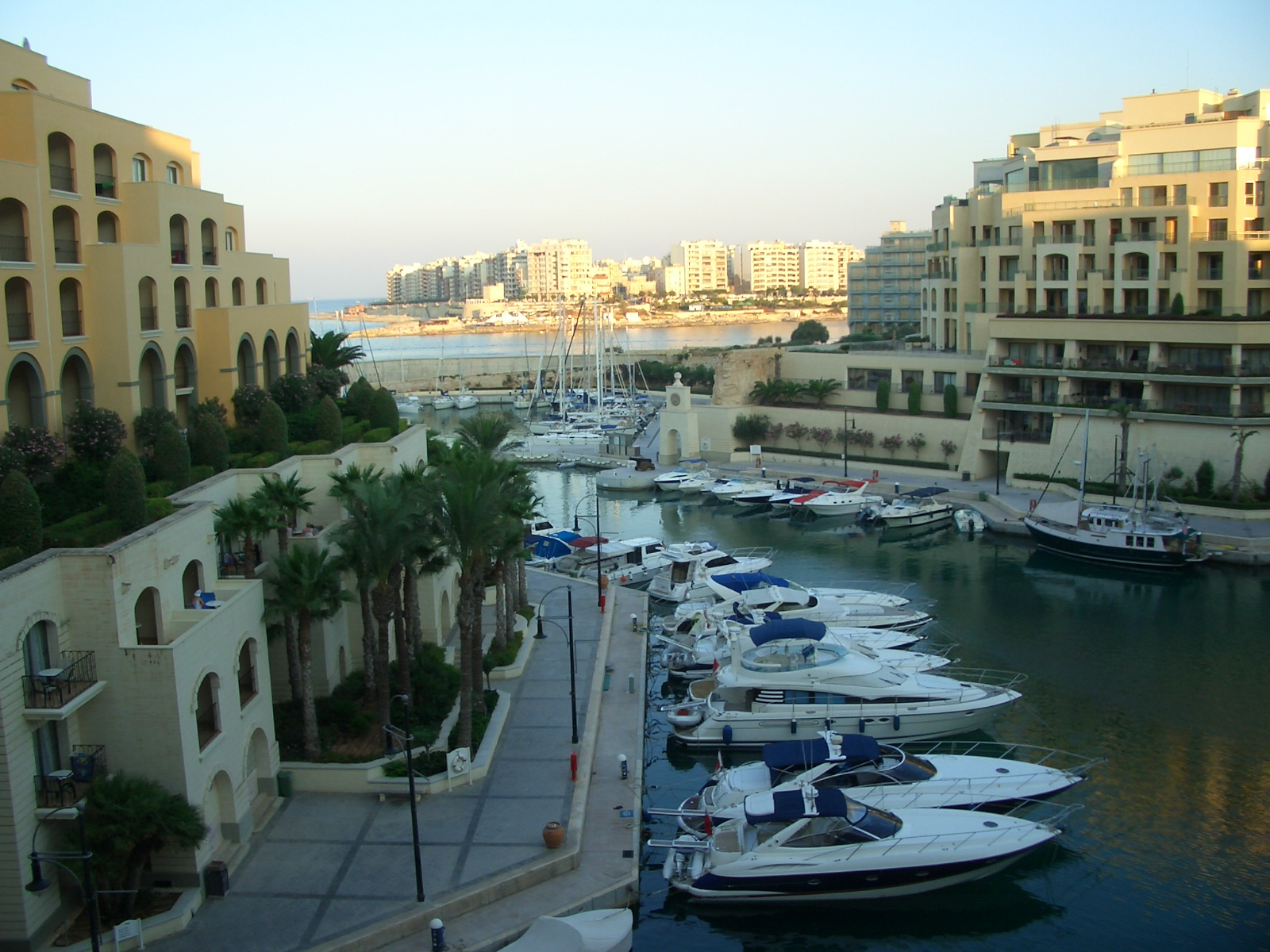
Az elmúlt évtizedek építészeti stílusa, Portimaso

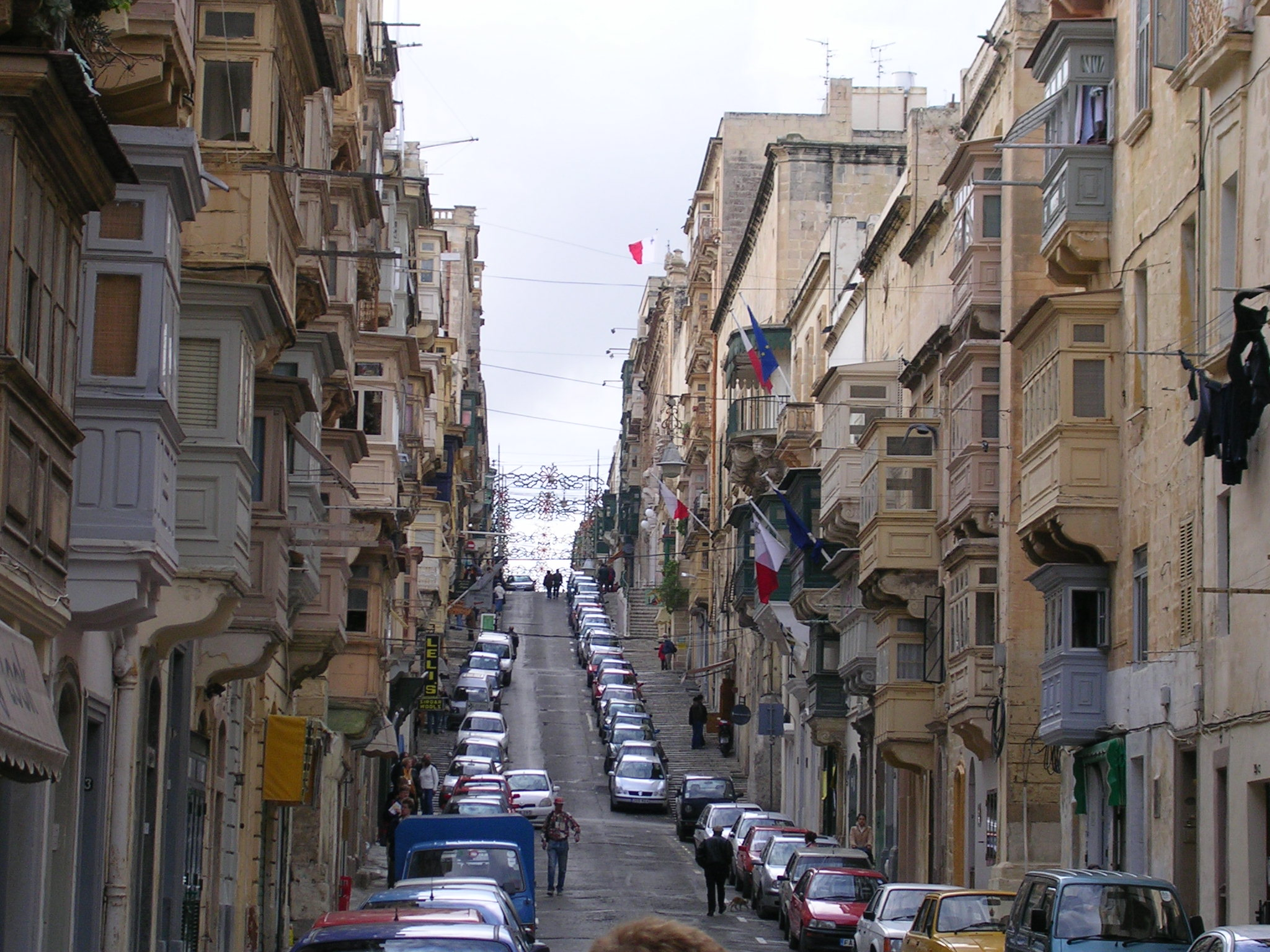
Hagyományos épületek, Valetta

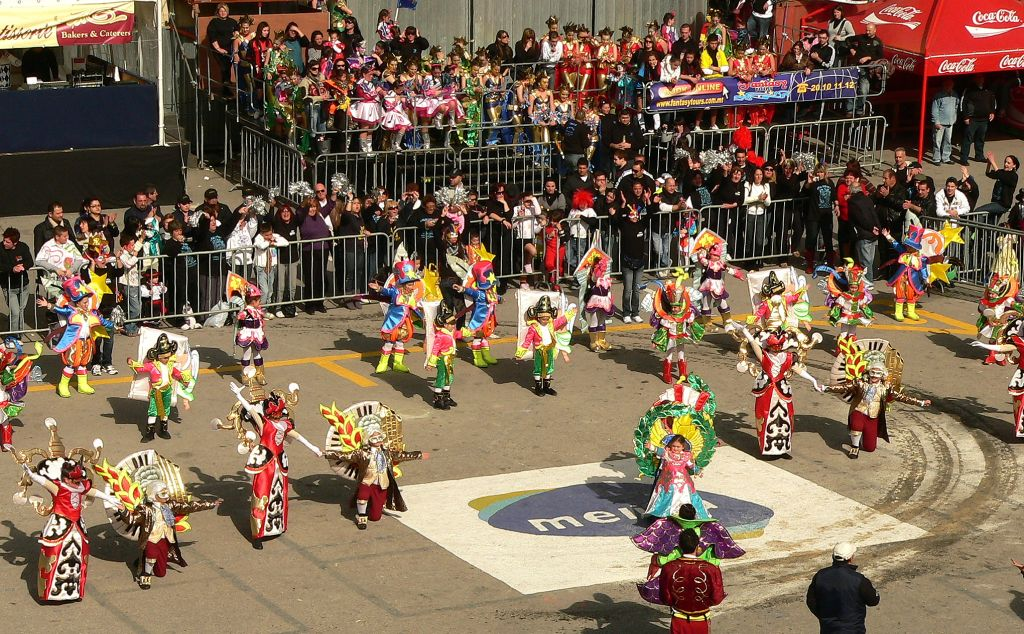
Karneváli szereplők, Valetta

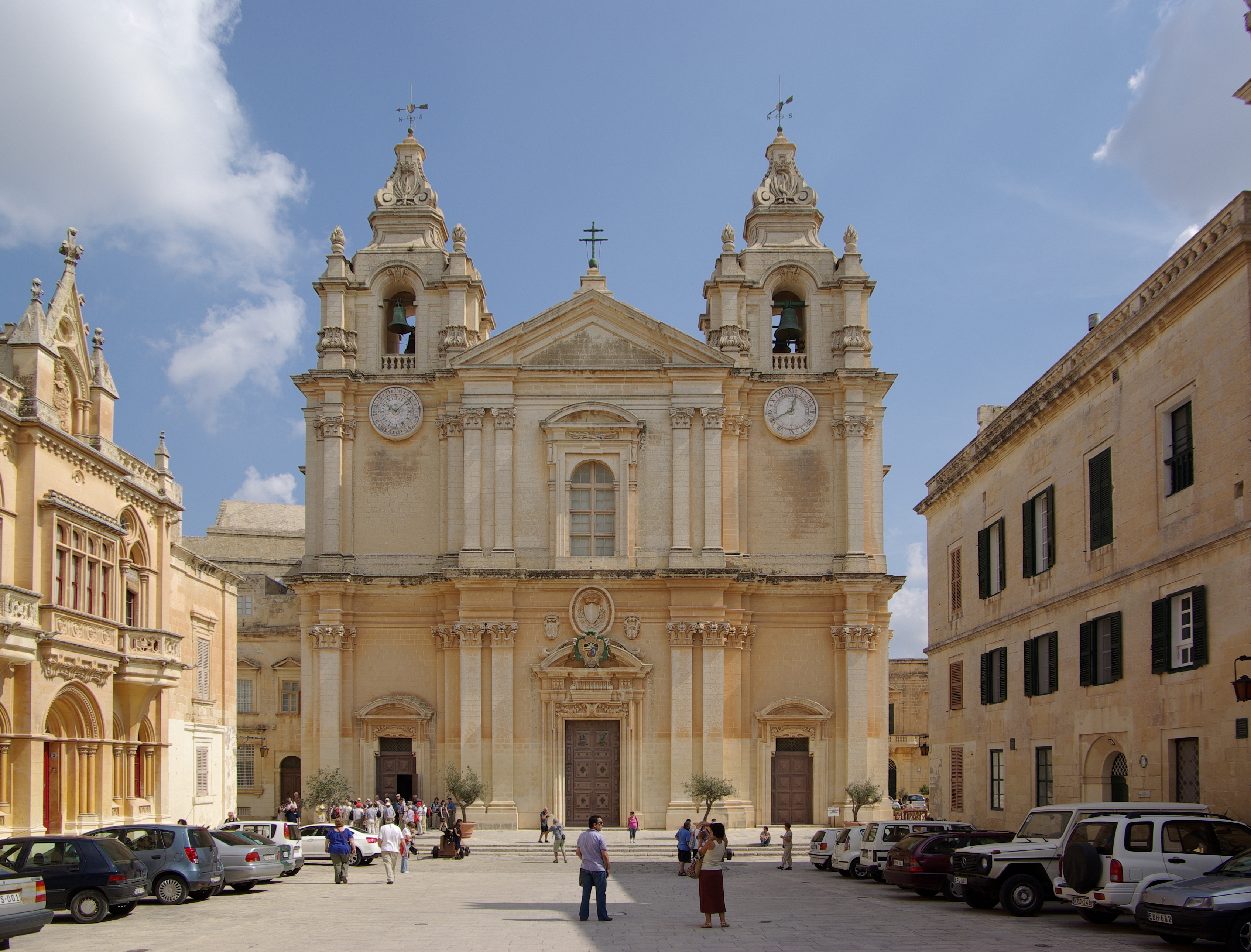
Szt. Pál katedrális, Mdina

### Kulturális intézmények

#### Kulturális világörökség
Málta gazdag örökségéből az UNESCO a kulturális világörökséggé nyilvánította
- a Ħal Saflieni-i hipogeumot (őskori földalatti szentély),
- Valletta városát,
- Málta megalitikus templomait (Ġgantija, Mnajdra)

Várólistán szerepelnek még:
- Dwejra és az Qawra (beltenger)
- Lovagi erődök Málta kikötőiben
- Citadella (Gozo)
- Mdina
- Viktória-vonalak
- Tengerparti sziklafalak
- Máltai katakombarendszer

### Művészetek

### Hagyományok, néprajz
Málta hagyományos mesterségei, ételei és szokásai ma már főként Gozón találhatók meg. Szinte az egész országban létezik még azonban a templom búcsújának nagyszabású megünneplése (festa), amely egyes helységekben körmenettel egészül ki. A hagyományos mesterségek művelésének és bemutatásának helyszíne a két Crafts' Village (Ta' Qaliban és Ta' Dbieġiben), ahol a látogatók munka közben figyelhetik meg a mestereket, majd vásárolhatnak is a kész termékekből. A hagyományos halászat leginkább Marsaxlokkban maradt fenn, itt a halpiacon a friss fogásból lehet halat vásárolni.

### Szokások, illemtan
Máltán az emberek szeretnek szerényen és előírásosan öltözködni. Látogatáskor a házba vagy akár a templomba belépve mindig illik levenni a kalapot és más fejfedőt, ha épp azt viselünk.
Mivel a vallásnak nagyon fontos szerepe van a máltaiak életében, ezért az idegenektől is elvárt, hogy normális, megfelelő ruhát viselve keressék fel a kegyhelyeket, mivel így adhatják meg a kellő tiszteletet.
A máltaiak általában nem veszik szigorúan a pontosságot. A társasági élet szerepe fontos, épp ezért, ha valakit meghívnak akárcsak egy kis teázásra, az mindig különleges alkalomnak számít egy háznál. Ennek megfelelően, hogy kellően udvariasnak mutatkozzunk, nekünk is fel kell készülnünk a látogatásra. Felvezetőként a házigazda mindig kis itallal vagy könnyű harapnivalóval (keksz, sütemény, szendvics) kínálja meg a vendéget. Amennyiben ebédre vagy vacsorára hívnak meg, akkor fontos ajándékkal megtisztelni a vendéglátót bor, csokoládé vagy virág formájában.
A máltaiak szívesen beszélgetnek, szeretik a történeteket és a könnyed vicceket. Általában véve nyitottak bármilyen témára, de óvatosnak kell lenni, ha politikáról, sportról vagy más aktuális témákról van szó, nehogy vitatkozás alakuljon ki.
Mindenképp kerülni kell a dicsekvést, különösképpen nem szabad felvágni a vagyoni helyzettel. Máltán a szerénység erény, míg azoktól az emberektől, akik mások fölé helyezik magukat, a máltaiak viszolyognak. Ügyeljünk a nyelvezetünkre, mert a káromkodást (s különösképpen az istenkáromlást) sértőnek találják a máltaiak.

### Gasztronómia
A máltai konyhára erős olasz hatás jellemző, helyi specialitásnak számítanak a különböző halételek, a nyúlpaprikás, a tengerparton sütött barbecue, de az ünnepi alkalmaknak is megvannak a speciális ételei. Boraik erősek. Gozón ezenkívül mézet készítenek, illetve az itt nagy számban élő kaktuszfügéből készítenek lekvárt, pálinkát.
Az étkezés befejezésekor az evőeszközt párhuzamosan kell a tányérra helyezni. Az étkezés a családoknál közös, de nagyban függ a munkahelyi és iskolai elfoglaltságtól. Máltán a legfontosabb étkezés a vacsora, a reggeli és az ebéd általában csak könnyű fogásokból áll, amit rövid idő alatt fogyasztanak el. Étkezésnél a kezeket az asztal felett kell tartani.

### Zene
Málta 1971-ben, 1972-ben, 1975-ben és 1991 óta vesz részt az Eurovíziós Dalfesztiválon. Eddig az ország egyik versenyzőjének sem sikerült győzelmet aratnia.
Málta eddig kétszer nyerte meg a Junior Eurovíziós Dalfesztivált: 2013-ban és 2015-ben. A 2014-es versenynek a marsai hajógyár, a 2016-os Junior Eurovíziós Dalfesztiválnak Valletta adott otthont.

## Média, telekommunikáció
Az ország legnagyobb napilapja a The Times of Malta (vasárnapi kiadása a Sunday Times). További lapok: The Malta Independent, Malta Today (hetilap), The People (bulvár), The Malta Star (online-újság).
Máltán egy országos rádió, a Radju Malta és több országos televízió, pl. a TVM, vagy a Super1 van. Ezek száma a digitális sugárzásra való átállással (2010. december 31.) változni fog.
| Hívójel prefix | 9H |
| ITU zóna       | 28 |
| CQ zóna        | 15 |

## Sport

### Labdarúgás
Az országban a legnépszerűbb sportág, de a futsalt is sokan űzik.
A máltai labdarúgó-válogatott az európai zónához tartozik. A máltai bajnokság jelenlegi címvédője (2017) a Hibernians FC. Legtöbbször a Sliema Wanderers nyert bajnoki címet (26 alkalommal) (Floriana FC: 25, Valletta FC: 23 bajnoki cím).
A máltai élvonal (BOV Premier League) csapatai 2017–18-ban:Balzan, Birkirkara FC, Floriana, Gżira United, Ħamrun Spartans, Hibernians FC, Lija Athletic, Mosta, Naxxar, Senglea Athletic, Sliema Wanderers FC, Saint Andrews, Tarxien Rainbows, Valletta FC.

### Vízilabda
Népszerű sportág. A 2017-es idény férfi első osztály csapatai: San Giljan TUM Invest, Neptunes Leo Vegas, Sirens ASC, Sliema Frank Salt Real Estate, Exiles Jetfreight, Valletta United.

### Kosárlabda
A férfi első osztályban öt csapat küzd egymással: BUPA Luxol, Cynergi Depiro, Gzira Athleta, Hibernians, Starlites GIG (2017–18).

### Sziklamászás
A szigeteken az adottságoknak köszönhetően 1200-nál is több sziklamászó útvonal van, amelyeket sokan látogatnak.

## Ünnepek

### Nemzeti ünnepek
- március 31.: nemzeti nap (az utolsó brit katona távozása, 1979)
- június 7.: Sette Giugno
- szeptember 8.: a győzelem napja (1565)
- szeptember 21.: a függetlenség napja (1964)
- december 13.: a köztársaság napja (1974)

### Egyéb ünnepek
- január 1.: újév (L-Ewwel tas-Sena)
- február 10.: Szt. Pál máltai hajótörése (Nawfraġju ta' San Pawl) – az apostol Málta védőszentje
- március 19.: Szt. József ünnepe (San Ġużepp)
- a húsvét előtti péntek: nagypéntek (Il-Ġimgħa l-Kbira)
- május 1.: a munka ünnepe (Jum il-Ħaddiem)
- június 29.: Szt. Péter és Szt. Pál ünnepe (L-Imnarja)
- augusztus 15.: Nagyboldogasszony (Santa Marija)
- december 8.: Szeplőtelen Fogantatás ünnepe (Il-Kunċizzjoni)
- december 25.: Karácsony (Il-Milied)